# Histoire de la culture des plantes sucrières

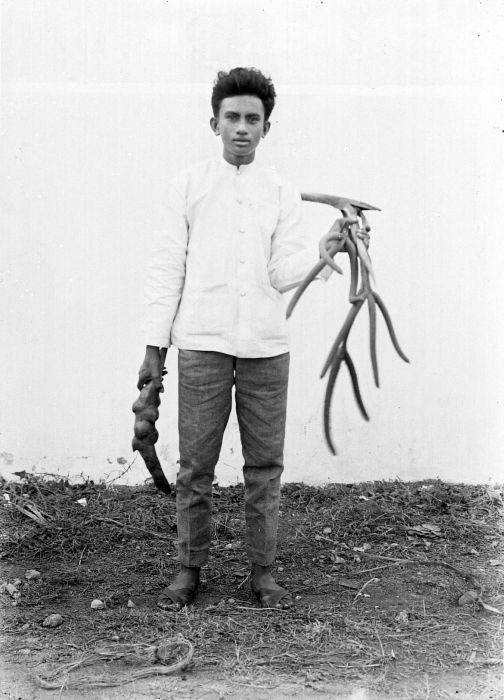
Planteur de canne à sucre indonésien exhibant son outillage, à l'époque de l'Empire colonial néerlandais.

L’histoire de la culture des plantes sucrières couvre une période allant de la haute Antiquité à nos jours.
Mais c'est surtout à partir du milieu du XVIIe siècle, avec le développement du mercantilisme et du colonialisme, que commence la période dite industrielle avec les Caraïbes qui devient la principale région mondiale pour la production du sucre obtenu à partir de la canne à sucre.
Cette période connaît une expansion à marche forcée au cours du siècle suivant, marquée par le commerce triangulaire vers les îles françaises et anglaises. Elle n’a cédé cette place qu’à la fin du XIXe siècle avec l'abolition de l'esclavage et le développement de la culture de la betterave sucrière en Europe.
Au XXe siècle, Cuba reste longtemps premier exportateur mondial de sucre. Le Brésil est le premier pays exportateur de sucre en 2018.

## Antiquité et au Moyen Âge
La culture des premières plantes sucrières a commencé dans le Nord-Est de l'Inde ou dans le Pacifique Sud respectivement vers 10000 ou 6000 av. J.-C.D'autres témoignages archéologiques associent la culture du sucre avec la civilisation de la vallée de l'Indus. Les Indiens ont découvert comment cristalliser le sucre pendant la dynastie des Gupta vers l'an 350.
Néarque, navarque crétois d’Alexandre le Grand, apprend l’existence du sucre aux Occidentaux vers 325 av. J.-C. Lors de l’une de ses explorations en mer des Indes, il parle d’un « roseau donnant du miel sans le concours des abeilles », reprenant une expression des Perses.
Les premiers Croisés rencontrent des plantations de canne à sucre en Palestine, et les exploitent souvent, de concert avec les Arabes, dans le royaume de Jérusalem. Les chroniqueurs de l'époque décrivent que le sucre consommé est surtout à usage médicinal, la canne étant souvent mastiquée directement. La canne à sucre se répand progressivement non seulement dans l'ensemble des royaumes chrétiens croisés, mais aussi, et surtout, dans le royaume de Chypre. Produit de luxe en Europe, il est consommé en tant que médicament et est vendu chez les apothicaires. Il reste pendant tout le Moyen Âge une denrée rare et chère, malgré le développement de la culture de la canne à sucre en Méditerranée occidentale, dès le XIIIe siècle en Sicile, pour passer dans d'autres pays ou territoires de civilisation arabe (Crète, Afrique du Nord, Andalousie, région de Valence et de Madère) et se répandre, grâce aux conquêtes maritimes, au Brésil et dans le reste de l'Amérique.

## XVIeetXVIIesiècles

### Les Espagnols aux Canaries, les Portugais à Madère, Arguin, Cap-Vert et Sao Taomé

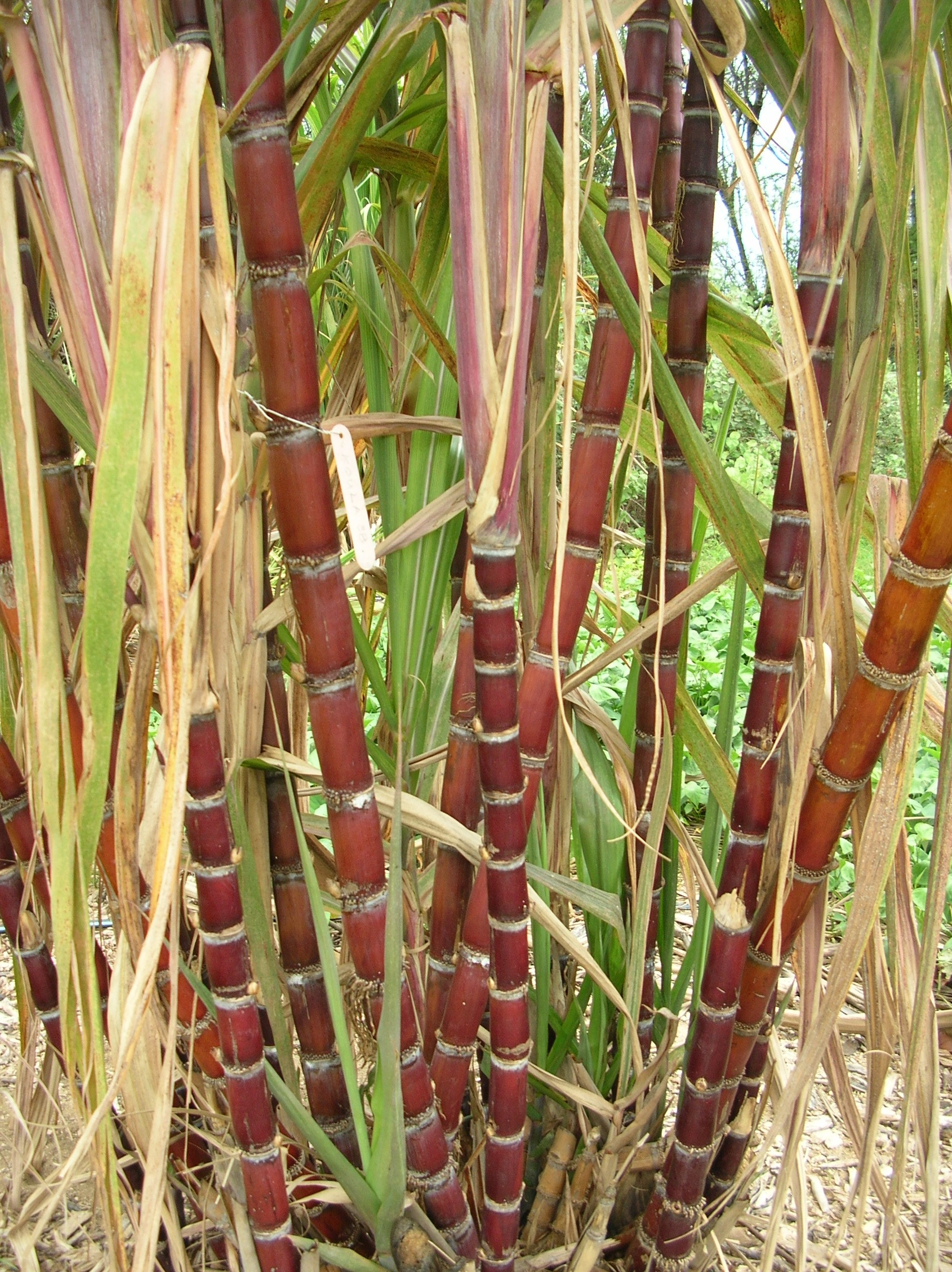
Tiges de canne à sucre en maturation : c'est cette partie de la plante qui est récoltée.

Vers 1390, on double le volume de jus extrait de la canne, grâce à une meilleure technique de pressage, ce qui permet aux Espagnols l'expansion des plantations de sucre à l'Andalousie et l'Algarve, malgré un climat trop frais pour obtenir des rendements importants. Vers 1420, la production de sucre est étendue aux îles Canaries, aux Açores puis à Madère, découverte en 1419 par les navigateurs portugais Tristão Vaz Teixeira, Bartolomeu Perestrelo et João Gonçalves Zarco. 
Le journaliste James Walvin, a montré comment les portugais ont importé de la canne à sucre à partir des Canaries, puis de l’île de Sao Tomé vers les Amériques, comment le sucre brésilien est jusqu’en 1630 en quasi-monopole, alors que le sucre n'y démarre qu'en 1550.
Le Portugal est alors mené par des négociants puissants,. Pendant près de quatre décennies, Bartolomeo Marchionni, un marchand d'esclaves italien, venu d'une famille d'apothicaires de Florence et installé à Lisbonne. 
Au cours des années 1450 la famille Marchionni est mentionnée pour la première fois: en 1458, leur agent, le Génois Antoniotto Usodimare est envoyé acquérir des Tartares à Caffa dans la mer Noire, après avoir dans les années 1450 acquis des esclaves le long du fleuve Gambie. Deux ans après la découverte de l'Amérique, elle acquiert son plus gros contrat, un monopole du commerce des esclaves africains destinés à l’Italie et l’Espagne, en échange de 40 000 ducats par an. Cette famille domine les trafics de l’Atlantique Portugais, sur les deux rives, notamment la distribution du sucre, des épices et du bois brésil. « Naturalisé » portugais en 1482, le florentin est le plus riche commerçant du Portugal et sa puissance financière dépasse celle de Manuel Ier de Portugal, qui a recours à ses capitaux pour financer les expéditions. En 1474-75, Marchionni joua un rôle clé dans le financement de la flotte que Jean II envoyait vers les côtes de Guinée. Fervent catholique, il financera aussi en 1487, l'expédition restée fameuse qui visait à atteindre le royaume du prêtre Jean et arriva en Éthiopie, de Pero de Covilhã et Afonso de Paiva, partis de Lisbonne vers l’Abyssinie. 
Ses archives donnent de nombreuses informations sur toutes les origines et destinations des trafics ayant fait émerger la traite atlantique. L'année de sa naturalisation, en 1482, la famille des Abravanel obtient le monopole du commerce des esclaves en Guinée, mais elle est supplantée par lui en 1486. Entre 1493 et 1494, il contrôle indirectement la vente de 14 esclaves des îles Canaries. Au début des années 1490 aussi, il embauche une préadolescente, Catarina, qui venait de recevoir une Carta de alforria, la déclarant femme libre, après avoir nié l'avoir vendu à 8 ans. En 1496, il est aussi impliqué quand 103 esclaves de Guinée, qui furent vendus aux enchères à Séville, en passant par Lisbonne. La répartition des esclaves entre les continent européen et américain et les îles de l’Atlantique sera dominée au début siècle suivant comme à la fin du XVe dominée par Valence et Séville,. Vers la fin du XVe siècle, il a un agent à São Tomé et en 1502, son beau-fils Francesco Corbinelli obtient le monopole du commerce des esclaves d’Arguin. En 1511, le navire Bretoa, dont Marchionni était un des armateurs, revint à Lisbonne avec du bois de teinture brésil, une des activités qu'il domine, des perroquets et des jaguars et 36 esclaves amérindiens évalués en moyenne à 4 942 reais.
Dans les années 1490, Madère possédait 80 moulins à sucre qui produisaient 1 500 tonnes par an, principalement pour des portugais. Le sucre est introduit à la même époque à Sao Taomé mais ne s'y développe qu'après les années 1530 ?et en 1550 la petite île possédait 60 moulins à sucre qui produisaient 2 000 tonnes par an.

#### La traite de la Guinée vers l'Espagne
La Guinée portugaise a d'abord une extension géographique très large, même s'il s'agit d'une simple couverture commerciale extensive du littoral de régions dominées dans l'intérieur par la traite orientale. Elle inclut l’embouchure du fleuve Sénégal, son île Gorée et toute la « Sénégambie ». 
En Espagne, à Valence, le premier esclave noir de Guinée est identifié en 1457 alors que la main-d’œuvre servile était encore musulmane mais c'est un cas isolé, arrivé par la traite orientale. Dans les années 1460, le Génois Antonio di Noli obtient du roi du Portugal l’autorisation d'acheter à son compte des esclaves de Guinée pour les amener vers le Cap-Vert, afin d’introduire la culture du sucre, même si le climat ne lui permettra pas d’être rentable. L'archipel se peuple : quelques années plus tard, c'est le nouvel entrepôt esclavagiste de la région. F. Gomes sous-traitera ce trafic au marquis de Cadix, Afonso de Cardenas, quand l'archipel devient un centre de redistribution vers l’Espagne. Entre 1469 et 1475, le marchand Fernão Gomes obtient le monopole de la navigation sur la côte guinéenne contre 200 000 réaux et l’obligation de découvrir cent lieues de littoral par an. Mais ce n'est qu'en 1486 que la Couronne portugaise fonde la « Casa dos Escravos », organe subsidiaire au sein de la Casa da Guinée, marquant le début d'une lente expansion. 
Une grande partie de la traite est alors interrégionale, avec l’intermédiation portugaise, pour abaisser les coûts de transport. Les esclaves viennent du commerce avec les populations locales, en échange de biens ou de l’argent, dans la zone de la Sénégambie, sous influence arabe, plutôt que du Golfe de Guinée et sont en partie destinés aux plantations des îles de l’Atlantique. 
Estimer leur nombre se révélera ensuite « une tâche extrêmement ardue », aux « résultats souvent contradictoires », en raison de la pénurie des sources primaires. Concernant les 15 dernières années du XVe siècle et le début du suivant, les estimations oscillent entre une fourchette de 800-900 à près de 4000 par an, en augmentation constante mais inégale. Leur prix augmente d'un cinquième en deux décennies : 5 000 à 5 500 reais (1481-1495) puis 6000-7200(1495-1521), un prix dépassant celui des Amérindiens du Brésil.
De 1486 à 1495, Bartolome Marchionni acquiert successivement le monopole des « Rivières de Guinée du Cap-Vert », c'est-à-dire des esclaves de Sénégambie, et celui du golfe de Guinée pour 9 600 000 réaux et 1 100 000 réaux par an.
Un siècle plus tard partir des années 1580, la Haute-Guinée, zone saharienne, sera remplacée par l’Angola pour approvisionner l'Empire espagnol, principalement vers Carthagène et Vera Cruz, car les pirates attaquent Hispanolia : de 1580 et 1640, l’Angola fournit plus de 80 % des esclaves, soit de 275 000 à 300 000. 
En Sénégambie, l’entrepôt de Cacheu va émerger cependant dans les années 1595, pour assurer le lien entre Guinée et Carthagène. Cacheu sert de relais aux navires de la Compagnie néerlandaise des Indes occidentales qui arrivent à Gorée avec la construction en 1617 d'un fort militaire.

#### Les sucreries d'Hispaniola
Entre 1544 et 1550, 71 navires négriers quittent Cadix et Séville pour Santiago au Cap-Vert. Près de 12 800 esclaves traversent l’Atlantique vers Hispaniola, San Juan de Porto Rico et la Nouvelle-Espagne. Plusieurs des asientistas ont des sucreries d'Hispaniola. Parmi eux, Diego de la Rosa Caballero et G. de Torres amènent 931 et 3 277 esclaves.

#### Dans les Canaries, des tombes d'esclaves des Maures
Avec des ports actifs d'où l'on part vers Séville, Lisbonne, Saint-Domingue, les Canaries connaissent un double développement : agricole et marchand et une restructuration du tissu social, selon l'étude de 1 500 actes passés devant un notaire en 1508, 1509 et 1510. Ses clients entendent sauvegarder sucre, céréales, et propriété des eaux, l'irrigation se révélant nécessaire, alors que le sucre, devenu moins cher, reste une monnaie, mais prend une place nouvelle dans la vie économique. En 1508, le premier convoi de sucre des Canaries arrive à Anvers. Près de Santa Maria de Guia, au nord de la Grande Canarie, les tombes de 14 esclaves inhumés entre les XVe et XVIIe siècles, sont étudiées par des analyses génétiques et isotopiques d'une équipe internationale d’archéologues à partir de 2009 et l’International Business Times s’en fait l’écho en janvier 2017. Ces analyses établissent un lien avec des populations du nord de l’Afrique (Maures) et de la zone sub-saharienne, du sud Maroc au Sénégal, où avait lieu une traite intra-africaine antérieure au XVe siècle. Les os montrent des traumatismes et lésions témoignant d’un travail très dur « semblables à celles observées parmi les populations mises en esclavage dans les sites de Remley (Caroline du Sud), ainsi qu’à Waterloo (Surinam) ou Newton (la Barbade) ». Dans les sépultures, des perles de verre colorées typiques de rituels africains, étrangères aux Canaries.
L'Empire du Djolof, qui avait englobé la presque totalité du nord et du centre de la Sénégambie, s'effondra en 1549, date de la mort du dernier empereur, Lélé Fouli Fak Ndiaye, lors de la bataille de Danki, près de Diourbel, dans l'ancienne région du Baol, suivie par l'avènement du premier damel (roi) du Cayor. Parmi les premières causes de la chute de l'empire, il y a également la conquête du royaume du Namandirou vassal du Djolof, par le conquérant Denianke Koli Tenguella.

#### L'île d'Arguin, investie en 1443
En 1441, les deux premiers Africains mis en esclavage par des Européens sont volés dans la région du cap blanc, au nord de la côte mauritanienne, découverte par les Portugais qui deux ans après découvrent non loin le banc de sable de l'île d'Arguin, tout proche de la côte de Mauritanie, au débouché des caravanes provenant de Tombouctou, empruntées par la traite orientale. Un fort y sera bâti plus tard. En 1444, Gil Eanes y revient pour acheter des esclaves pour créer des plantations de canne à sucre, esclaves qui feront l'objet d'une vente à Lagos (Portugal). La conquête ottomane de Constantinople en 1453 réduit le nombre d’esclaves importés de l’Est.
Alors que Braham Benzameiro dirige le commerce colonial portugais au Maroc, des articles manufacturés et transportés par navires génois jusqu’à l’entrepôt saharien d’Arguin servent à l’acquisition d’esclaves et d’or auprès des marchands berbères de Mauritanie. Au début du XVIe siècle, en échange, des esclaves partent vers Lisbonne, au départ de l'Île d'Arguin. Ils sont moins de 200 par an entre 1500 et 1514, puis ce chiffre approche du millier les années suivantes. Ils partent aussi de l’entrepôt de Santiago du Cap-Vert, vers Séville et de Valence. Ces esclaves deviennent domestiques, concubines, ou travailleurs pour les mines et les sucreries des Canaries, Sao Taomé ou Madère. Les esclaves noirs sont introduits à Hispaniola dès 1493 dans le sillage des voyages de Christophe Colomb, après la découverte de mines d’or à Cibao avec entre 1505 et 1525, la déportation de près de 10 000 noirs vers Hispaniola, Porto Rico ; le Darien et Cuba.
À l'autre bout du Maroc, une communauté juive installée à Ceuta va y entretenir, dans la durée, des liens avec les villes italiennes et portugaises. En 1479, Portugal et Castille avaient signé le traité d’Alcáçovas pour se partager les zones d'influence sur le Maroc, alors sous domination wattasside, la Castille y reconnaissant Ceuta comme possession portugaise. De leur côté, José Negro et Eleázar Navarro, importent clandestinement des esclaves, de l’or et de l’ivoire.

#### Le roi sénégalais vend aux Arabes et aux Portugais
En 1451, Abrão de Paredes avait reçu l’autorisation du roi Alphonse V de vendre ses marchandises en Guinée, qui deviendra un petit comptoir situé au sud de l'Empire mandingue, bien avant de donner naissance à la Guinée portugaise. Tout d'abord, les Portugais vont répondre à une demande musulmane existante pour des rouleaux de tissu de couleur, sans créer de nouveau commerce. En 1455, le navigateur Ça’ da Mosto rapporte que le roi sénégalais Zucholin maintient son pouvoir économique par des pillages qu’il fait de plusieurs esclaves sur le pays, comme sur ses voisins, s'en sert pour cultiver ses possessions, en vend aux marchands arabes et aux chrétiens « depuis qu’ils ont commencé à contracter marchandises en ces pays ». 
Parmi les anciennes populations du Sénégal, les Sérère adoptent les institutions esclavagistes du Djolof au cours du XVe siècle, période de l’arrivée des populations du nord (Peulh et Toucouleur) et de formation des royaumes du Siné et du Saloum. 
Plus à l'est, les Akans, installés principalement au Ghana utilisent peu à peu les Portugais d'El Mina, pour acheter des esclaves contre de l'or. En 1481, Diogo de Azambuja est nommé à la tête de la flotte de onze navires, 600 hommes d'armes et une centaine d'artisans, partant pour le golfe de Guinée avec la mission de construire le Castello da Mina. Le 12 décembre 1481, ils partent et une fois arrivé, Azambuja négocia avec Nana Kwamena Ansah, roi d’Eguafo, chacun étalant ses richesses. Après une fin de non-recevoir, les Portugais finirent par être acceptés au prix de pas mal de cadeaux. La construction fut achevée en un temps record, seulement quelques semaines. Diogo de Azambuja resta 2 ans et demi commandant. Plus tard furent construits le fort Saint-André d’Axim, celui d’Accra, et le comptoir de Shama.
Manuel Ier lui demandera aussi de bâtir un autre fort à Mogador, future Essaouira. Dans la seconde partie des années 1480, les Portugais progressent le long de la côte du golfe de Guinée, puis font des incursions dans la région dite « Rio dos Escravos », correspondant plus ou moins au Bénin, après l'érection en 1585, sur un ancien site normand, de la forteresse de São Jorge da Mina. 
Des esclaves de ce secteur seront envoyés dans les années 1530 à Sao Taomé mais, le secteur du futur Dahomey puis le Bénin ne connaitra pas d'exploitation commerciale pour la traite négrière pas les Européens avant le XVIIe siècle. D'autres seront employés localement, beaucoup plus au nord, vers la Mauritanie, dans la zone de la Mina de Ouro. Les prix sont alors très bas. À la fin du XVe siècle, un esclave est vendu sur l’île do Principe, près de Sao Taomé, pour 12 ou 15 manilhas et 20 plus tard, le prix avait été multiplié par 4,5, à 57 manilhas.

#### Madère, première colonie sucrière importante
La colonisation ne commençant que vers 1425 et la canne à sucre vers 1430, associée à d'autres cultures en terrasses et soigneusement irriguées, elle progresse cependant très vite, sur une île déserte avant les portugais. En 1450, Madère comptait 800 familles d'origine portugaise et quelque 3 000 esclaves noirs mais en 1497, la population de l'île n'atteignait toujours que 5 000 habitants et la population noire ne dépassait toujours pas 3 000 personnes en 1552. En 1478, Christophe Colomb navigue jusqu'à Madère pour y acheter du sucre, plante qu'il introduit à Saint-Domingue 14 ans plus tard. Selon les historiens, les esclaves sont principalement des Guanches venant des Canaries, des prisonniers de la côte marocaine ou des populations d'Afrique sub-saharienne venant en particulier de Guinée. Le métissage progresse vite, les enfants d'une femme esclave devenant la propriété du maître mais le nombre d'esclave par propriétaire, légalement restreint, n'atteint pas la proportion qu'elle a eue au Brésil.
Portugais et Espagnols se partagent le monde par le traité de Tordesillas. L'empire espagnol a des plantations aux îles Canaries, mais limite l'importation d'esclaves noirs car Bartolomé de las Casas a l'oreille de la Reine. Peu après, le roi Manuel Ier du Portugal, informé que des milliers de Juifs s’étaient concentrés près de Lisbonne pour quitter le pays, ordonna de les convertir de force, créant les « Nouveaux Chrétiens », plus tard tracassés par l'Inquisition, dont une partie va à Madère et l'autre à São Tomé, où une société sucrière, esclavagiste blanche, créole et africaine émerge dès les années 1515-1520.

#### L'entrepôt aux esclaves du Cap-Vert
Les Chroniques de Guinée de Gomes Eanes de Zurara relatent les expéditions de 1447 à 1468 des Portugais qui commencent alors à commercer avec les rois du Diolof. Le Génois Diego Gomes aurait découvert ces terres en 1460 mais selon les Portugais, c'est Antonio di Noli, le premier gouverneur à partir de 1460. Selon Élisée Reclus et Henri Yule Oldham pensent, l'archipel est découvert quatre ans plus tôt par Alvise Cadamosto, jeune marin vénitien, « Marco Polo » de l'Afrique occidentale. Les îles furent données en fiefs à des dignitaires. Vers 1500, seules Thiago et Fogo avaient de petites colonies. Dans les îles qu'ils n'occupaient pas les Portugais lâchent chèvres et ânes.
En 1512 une assemblée est créée à Ribeira Grande, au sein de l'archipel du Cap-Vert, reconnu comme territoire semi-autonome, puis en 1525 est établi le régime lignagier des Morgadios, qui morcelle les rares terres cultivables et permet aux colons de les accaparer, tandis que les premières esclaveries portugaises apparaissent sur l’île de Gorée en 1536. Plus tard, à l'apogée de la traite, environ 1 000 esclaves par an transiteront par Ciudad Velha dans l’île de Santiago.
Chaque île du Cap-Vert a son parler, mais les tournures de phrases et certains noms communs sont surtout d’influence wolof et mandingue, langues des élites africaines impliquées dans la traite, parlée dans les marchés aux esclaves. La langue est la même que celle de Lisbonne, de la Guinée-Bissau et les îles d’Aruba, Bonaire, mais aussi de Curaçao, vers le Venezuela, ou des marchands ont émigré avec leurs esclaves. Les populations d’origine Berbère des îles Canaries ont peut-être séjourné au Cap-Vert, selon des gravures sur des roches pouvant ressembler à du Tifinagh.

#### L'archipel de Sao Tomé
Le sucre reste cependant un produit marginal dans l’économie du royaume jusqu’aux années 1510 puis émerge rapidement à Sao Taomé, ou en 1535, la production annuelle de sucre s’élève à près de 200 000 arrobes contre 68 000 arrobes pour l’île de Madère,. Un vaisseau négrier qui fit naufrage au sud-est de Sao-Tomé vers 1550, les esclaves transportés, futurs « Angolares » fuient dans les montagnes, qui culminent à plus de 2 000 mètres. En 1574, voyant que les Portugais importent encore plus d'esclaves, armés d’arcs et de flèches, ils viennent attaquer la ville de Sao Tome et mettre à sac les plantations, obligeant pendant 20 ans les Portugais à se protéger par un fort.
Jusqu'à la création du diocèse de Luanda (1596), celui de São Tomé, créé en 1534, s'étendait de la Côte d'Ivoire au cap de Bonne-Espérance.

#### Le Brésil
Le Brésil, découvert en 1500, n'adoptera la culture du sucre qu'en 1548 ou 1550, malgré la volonté du Roi du Portugal manifestée dès 1516. La traite atlantique concerne d'abord des esclaves nés en captivité au Portugal ou en Espagne et elle ne deviendra significative qu'à partir des années 1580, en Angola, secteur d'où viendront trois-quarts du total des captifs déportés par les Portugais, quand ils entreprennent la conquête du cours du fleuve Kwenza, à une époque où les flux de métaux précieux issus du Potosi, au Pérou, connaissent un tassement, avant de remonter au milieu des années 1590 ; nés en captivité au Portugal ou en Espagne.
En 1516, le Roi du Portugal décida que quiconque désirant émigrer au Brésil pour se lancer dans la production du sucre, recevraient de la couronne tout le matériel nécessaire, mais sans succès. La canne à sucre a été importée au Brésil de l’île de Madère en 1548 par les Juifs expulsés du Portugal, selon l'historien Don Antonio de Campany de Montpalan. En 1542, des Espagnols s'étaient installés sur l'île brésilienne de Santa Catarina pour créer des sucreries artisanales, appelées aussi engenho et au milieu du siècle, l'italien Nostradamus, installé en Provence publie un des premiers livres évoquant des pâtisseries sucrées.
Partant de quasiment rien, en un siècle, entre 1570 et 1670, la production de sucre du Brésil sera multipliée par cinq pour atteindre 15 millions de kilogrammes (15 000 tonnes). Le Brésil portugais compte 60 petites sucreries en 1575, dont 23 pour la capitainerie de Pernambouc et 18 à Bahia, puis 130 en 1585 (dont 65 à Pernambouc et 45 à Bahia), soit un doublement en dix ans. Le sucre de canne se fait connaitre en France à la même époque. L'Italien Nostradamus, installé à Salon-de-Provence, a publié vers 1550 un livre sur son utilisation en confiserie et l'agronome français Olivier de Serres, pressent la richesse en sucre de la betterave dans des écrits des années 1600.
Dès la fin du XVIe siècle, le Brésil est le théâtre de révoltes d'esclaves, comme celle Santidade de Jaguaripe, vers 1580-1585, qui installe un village et un temple dans une plantation de sucre de l'arrière-pays de Salvador de Bahia, puis essaima. Le planteur Cabral, propriétaire de la plantation, fut accusé par l'Inquisition d'avoir été trop tolérant envers la secte, rejointe par nombre d'Amérindiens (Tupi-Guaranis), de Noirs et de métis (mamelucos), et banni du pays pendant deux ans

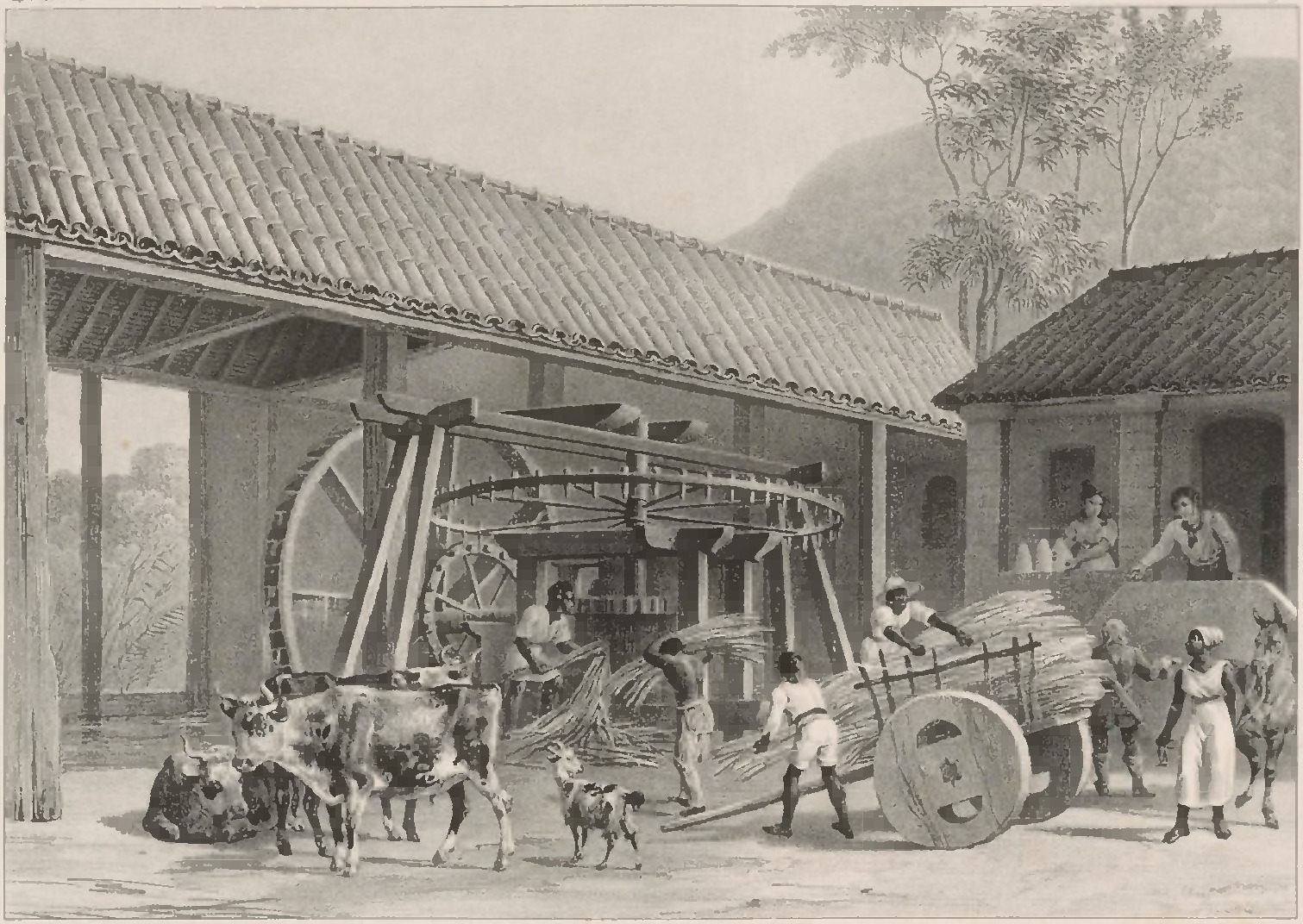
Esclaves broyant la canne au Brésil.

La traite négrière vers le Brésil prit de l'ampleur à partir des années 1620. Durant la première moitié de la décennie sont transportés d'Angola au Pernambouc 15 430 esclaves noirs. Le nombre de sucreries triple en un demi-siècle pour atteindre 436 (dont 150 à Pernambouc 80 à Bahia et 60 à Rio) en 1629. En janvier 1630, une flotte de 67 navires hollandais cingle vers la colonie de Pernambouc et s'en empare, puis mène six ans de guerre pour capturer d'autres colonie sucrières brésiliennes. Mais le Portugal mène une guerre de reconquête et reprend de force le Pernambouc 24 ans plus tard, en 1654. Cette guerre de reconquête les Portugais du « Brésil Nord ancien, de nuance conjoncturelle hispano-américaine » et ceux du « Brésil Sud récent, plus agressivement indépendant », qui s'opposaient avant l'arrivée des hollandais et 4 ans après « la reprise de Luanda par Salvador de Sá fait écho, en 1648, à la victoire portugaise de Guarapees au Brésil », tandis qu'un quart de siècle après la région de Bahia assure 52 % de l'équipement sucrier, contre 40 % à peine à Pernambouc, qui assurait encore 55 % avant l'arrivée hollandaise. 
Production de sucre au Brésil, en arrobes
| Année                      | 1570 | 1580 | 1591                  | 1600 | 1610 |
| Millier d'arrobes produits | 180  | 350  | 378 (Pernambouc seul) | 1200 | 4000 |

### La Barbade, du tabac des Irlandais au sucre des Africains

#### Années 1630: la surproduction de tabac des engagés irlandais

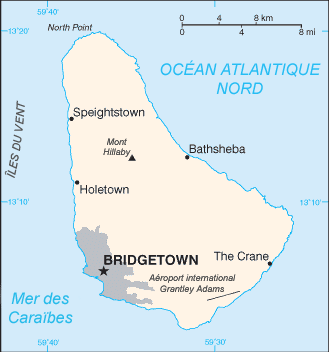
Carte de la Barbade.

Plus petite, moins montagneuse et plus orientale, que les autres îles Caraïbes, et donc plus abritée des pirates et des Indiens, la Barbade rassure les premiers planteurs européens. Colonisée dès 1627, l’île compte 4 000 habitants en 1631 puis 37 000, soit neuf fois plus en 1642,. La plupart cultivent le tabac, alors très prisé en Europe.
Les Irlandais sont arrivés par milliers dans les années 1630 : des engagés volontaires pour trois ou neuf ans, qui paient ainsi leur voyage. Ils sont les grands perdants du mouvement des plantations en Irlande, qui s'est accéléré après 1632 avec les plantations dans le Connacht. Les Irlandais sont 6 000 dès 1636 et 37 000 en 1642. Cet afflux de cultivateurs cause une surproduction mondiale du tabac, qui fait chuter les cours du tabac à Londres en janvier 1631, amenant certains à se lancer dans la production de coton, dont les cours baissent à leur tour en 1639, puis d'indigo dont les cours baissent en 1642. La surproduction de tabac devient telle que le 26 mai 1639, les gouverneurs de Saint-Christophe-et-Niévès, Philippe de Longvilliers de Poincy et le capitaine Thomas Warner, signent un décret ordonnant la destruction de tous les plants de tabac, et interdisant d'en planter de nouveaux pendant 18 mois car le marché européen du tabac est submergé et les prix ne sont plus assez rémunérateurs. Plusieurs anglais fuient la Barbade cette année-là, sous la direction de Robert Flood, pour rejoindre l'île de la Tortue. Ils y restent, faisant venir des amis, quand le français François Levasseur devient gouverneur en 1640.

#### Années 1640: pénurie de sucre et arrivée des Africains

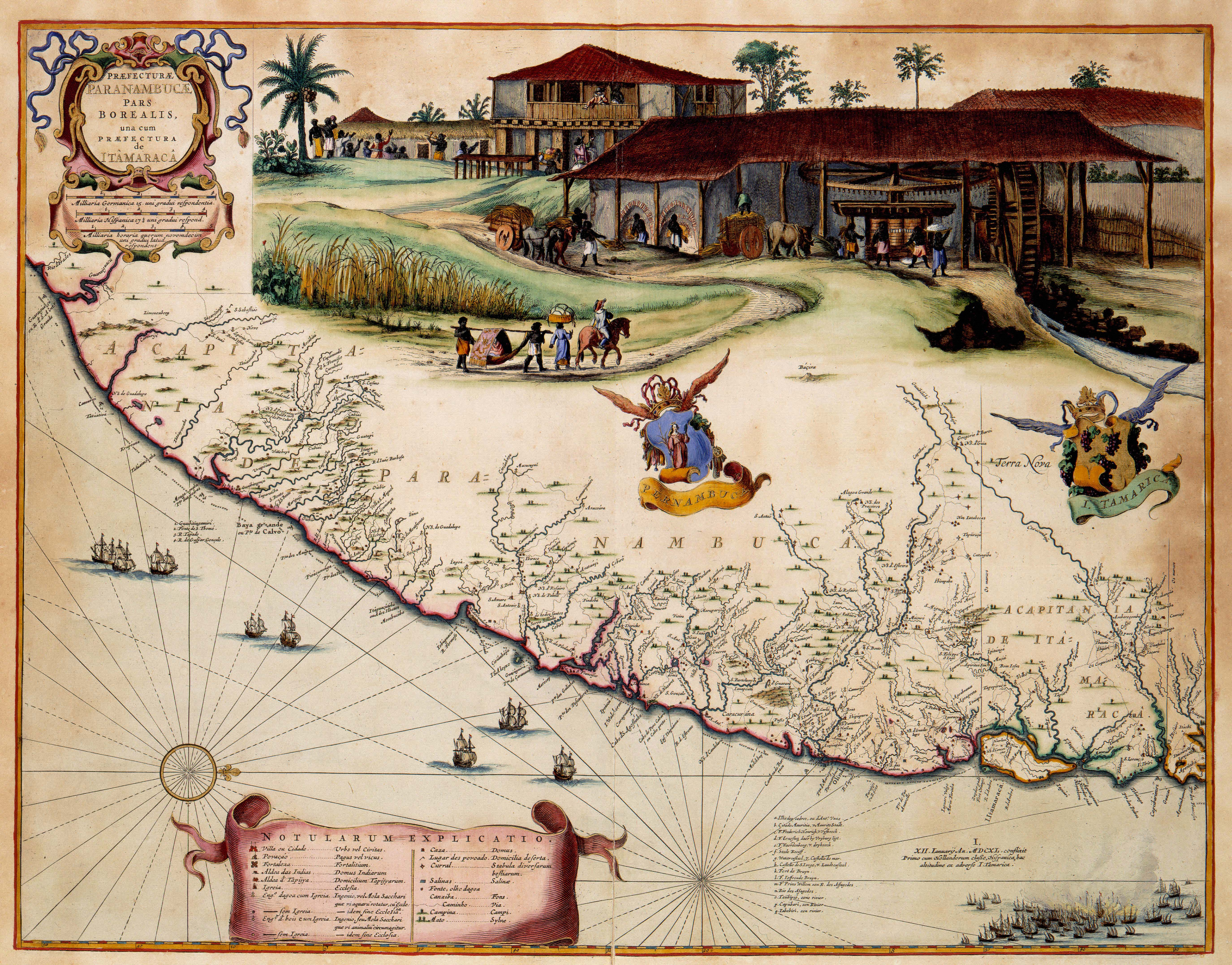
Carte de Pernambouc Nord montrant les esclaves travaillant dans une exploitation sucrière de la colonie néerlandaise de Nouvelle-Hollande, 1643.

Au même moment, de 1630 à 1636, les Hollandais détruisent une grande partie des moulins à sucre du Pernambouc. La guerre d'annexion de ce territoire portugais voit un « grand nombre de moulins partis en fumée ». La pénurie de sucre qui en découle déclenche une flambée des cours mondiaux.
La Barbade entend en profiter : le gouverneur Henry Hawley édicte le décret de 1636 sur l'esclavage à vie, autorisant la traite négrière et celle des Amérindiens. Ce décret coïncide avec la refondation de la Guinea Company anglaise, qui transportait des esclaves. Elle profitera de la contre-attaque des Portugais au Brésil, qui accapare les navires de la compagnie néerlandaise des Indes occidentales.
Les secrets de fabrication du sucre sont introduits à la Barbade en 1637 par Peter Blower, un Hollandais du Brésil. Le rhum est produit dès 1642 et les défrichements dans l'ouest de l'île concrétisent l'essor du sucre en 1643. Dès 1644, les colons anglais ont fait passer une loi contre l’immigration irlandaise, car ils veulent importer des esclaves noirs, sur une surface réduite. Un conseil des planteurs non-élus gouverne l’île de la Barbade : 18 des 22 membres sont des officiers. Parmi eux, Thimothy Thornhill, le colonel James Drax, planteur depuis 1642 et propriétaire d'une somptueuse demeure ou le colonel Thomas Modyford, qui achète en 1645 une plantation de 500 acres, dont le prix double vite. Lui et Richard Ligon vont chercher des esclaves en Afrique pour leur propre compte en 1647. Vers 1645, 18 mois de bénéfices sucriers suffisent à amortir le prix d'un esclave à la Barbade, selon l'historien Olivier Pétré-Grenouilleau. La rentabilité du sucre fait flamber le prix des terres dans cette petite île, que les « petits blancs » doivent quitter, pour cultiver le tabac sur d’autres îles ou « boucaner », phénomène de l' « inversion démographique à la Barbade ». Selon les historiens, leur parler irlandais est transmis aux premiers noirs vers 1640 et devient la souche de la plupart de créoles anglophones pourtour de la Caraïbe. À Marie-Galante, les boucaniers irlandais, appelés irois, vivent au contact des Indiens caraïbes et font échec en 1636 à la tentative d'installation de Constant d'Aubigné, père de la maitresse de Louis XIV. Ils ont laissé leur nom à une anse de l'île, tout comme à Saint-Domingue.
La population noire de l'île passe de 300 en 1640, à 5 660 en 1645, et 30 000 en 1650, ou 20 000 en 1655 selon les sources, plus que dans tout l'empire portugais, et même 30 000 en 1650, selon d'autres sources. La population noire triple entre 1650 et 1653, pendant la contre-attaque des Portugais au Brésil, passant de 6000 à 20 000 habitants. Ensuite, l'expédition de la Barbade donne un coup de frein, tout comme les guerres anglo-néerlandaises. Leur nombre revient à 32 470 en 1673, mais deux générations plus tard, en 1685, ils sont près de 46 000 à 60 000, selon les sources.

#### Années 1650: la Barbade résiste à Londres et va au Surinam

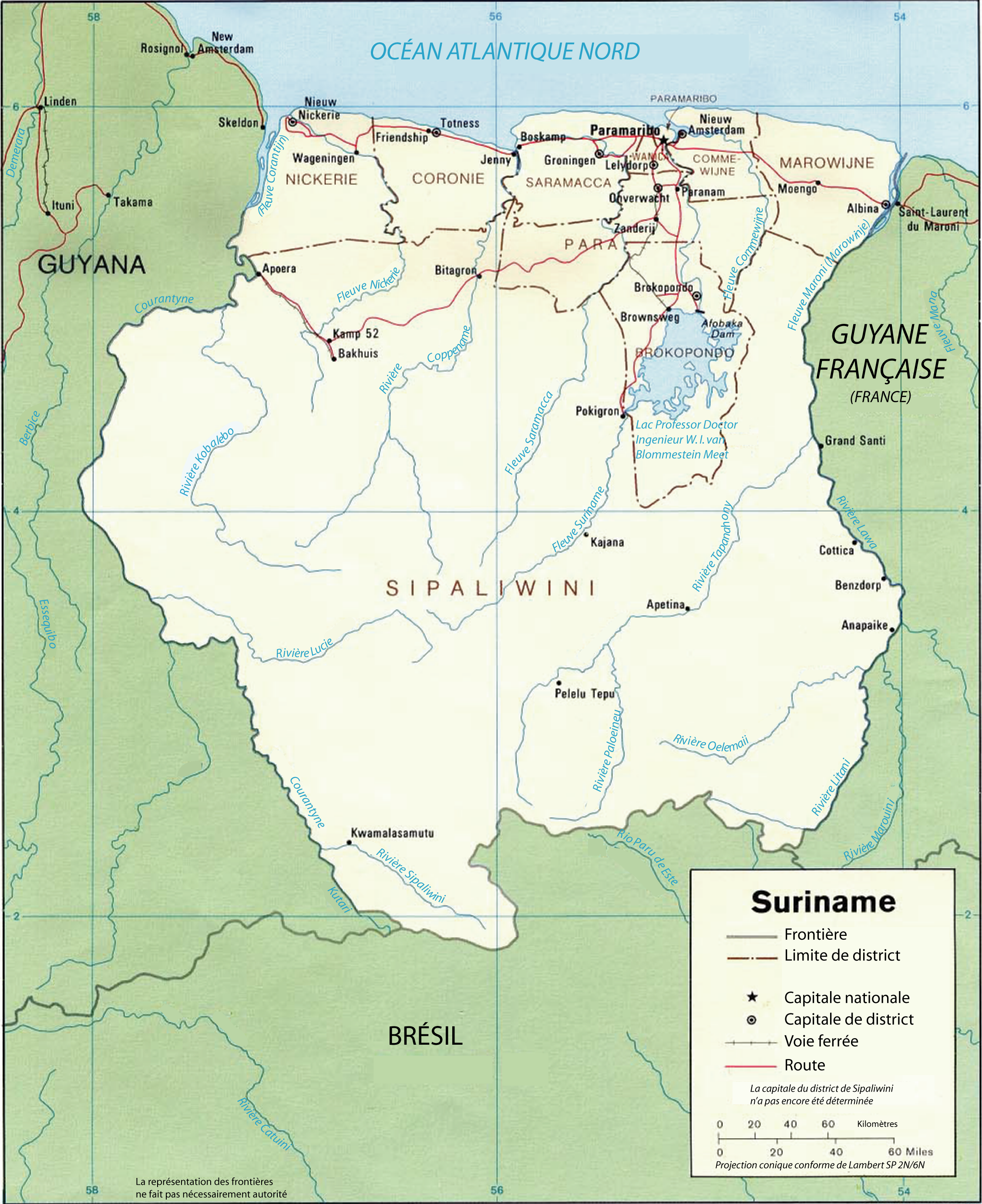
Carte du Suriname.

Le roi Charles Ier est décapité en 1649 par la première révolution anglaise. Les royalistes fuient en Virginie et dans les îles. Le parlement anglais veut y exiler 700 prisonniers irlandais de guerre, mais le gouverneur de la Barbade écrit pour refuser. Par le Navigation Act, Oliver Cromwell développe la flotte, pour se protéger de l'Espagne et des exilés royalistes. Le texte impose que le trafic de sucre passe à 100 % par des bateaux anglais. L'esclavage critiqué par Sir Thomas Brown dans Enquiries into vulgar and common errors est débattu au parlement.
En 1650, 300 planteurs de Bridgetown (Barbade) et 2 000 esclaves,, menés par Anthony Rowse sont partis fonder « Willoughbyland », le long des rivières Suriname Para, expédition condamnée par le parlement de Londres. Des colons juifs sont arrivés d'Angleterre, d'autres de Cayenne, pour créer la « Savanna Juive », avec droit de posséder synagogues, cimetières, écoles et tribunaux. Ces riches terres sucrières sont cédées en 1667 aux hollandais, vainqueurs de la deuxième guerre anglo-néerlandaise grâce au raid sur la Medway, en échange de New York.
Le Navigation Acts du 10 novembre 1650 créée une taxe de 15 % sur la cargaison de tous les navires marchands, pour financer leur protection. Celui d'octobre 1651 réserve l'importation en Europe aux navires du pays d’origine de la marchandise, prétexte pour s’emparer de navires hollandais. Le 15 octobre 1651, l'expédition de la Barbade, bloque l'île pour y imposer des taxes sur le sucre. Son chef George Ayscue capture vingt-sept navires néerlandais de commerce, accusés de violer l'embargo, gagnant ainsi la première guerre anglo-néerlandaise. Les 2 000 marins anglais, renforcés par 850 volontaires de Virginie, débarquent, face aux 5 000 miliciens alignés par Francis Willughby le gouverneur de l'île et détruisent des plantations. Un compromis est trouvé par le royaliste Thomas Modyford, chef des planteurs, le 11 janvier 1652, qui convainc Cromwell de s'attaquer plutôt aux îles espagnoles, ce qu'il fait en 1655, avec l'expédition de la Jamaïque. Mais les espagnols ont eu le temps de libérer leurs esclaves, qui créent des dizaines de villages secrets sur le versant nord des Blue Mountains (Jamaïque) où sera cultivé plus tard le café « Jamaica Blue Mountain » et dans le pays Cockpit. Les Anglais s'installent donc seulement dans la capitale, qui devient la base arrière de la piraterie caraïbe.

#### Années 1660: Jamaïque, Caroline, Sainte-Lucie et Montserrat

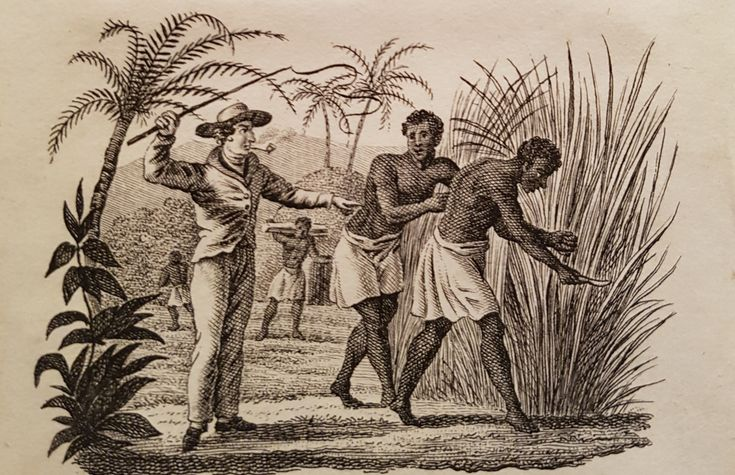
Esclaves dans une plantation de canne à sucre du Suriname.

Lors de la Restauration anglaise de 1661, une nouvelle compagnie royale est autorisée, avec l'autorisation de transporter 3 000 esclaves noirs vers les Antilles : la compagnie des aventuriers d'Afrique, pour l'importation des esclaves. Il crée en 1661 à la Barbade 11 baronnies pour ses fidèles et donne des lettres patentes à la colonie qu'Anthony Rowse a fondé en 1650 au Suriname, avec 300 planteurs de Bridgetown (Barbade) et 2 000 esclaves, « Willoughbyland » le long des rivières de Suriname et Para, que le parlement puritain de Londres avait immédiatement jugée illégale. En 1666, les esclaves seront 40 000 à la Barbade, selon les récits du Père Dutertre. Le prix des terres flambe à nouveau grâce à une fiscalité anglaise, très favorable aux produits coloniaux. Des planteurs en profitent pour vendre leur terre et essaimer ailleurs. L'année 1664 voit ainsi l'économie anglaise de plantations s'étendre :
- la Barbade s'empare de l'île française de Sainte-Lucie en juin ;
- le colonel Benjamin Berringer et John Yeamans quittent la Barbade pour fonder la colonie de Caroline au sud de la Virginie, avec leurs esclaves, qu'ils font travailler sur des plantations de tabac puis de riz ;
- le gouverneur de la Barbade Thomas Modyford débarque à la Jamaïque le 4 juin 1664 avec 700 de ses esclaves, dans un repaire de pirates qui ne compte alors que 500 esclaves, volés sur des navires espagnols. Il est bientôt rejoint par le planteur le plus riche de la Barbade le colonel Sir James Drax, proche de la monarchie, qui avait fui en 1654. Ce dernier recrée un Drax Hall en Jamaïque du nom de sa propriété à la Barbade.
- En 1664, Alexandre de Prouville de Tracy[50] prend Cayenne, fondée en 1656[55], aux Hollandais.
- Thomas Modyford fait venir à la Jamaïque près de 2 000 anglais du Surinam, après le traité de Bréda du 31 juillet 1667: vaincus, les Anglais conservent New York, prise lors de la 2e guerre anglo-néerlandaise, mais doivent céder les plantations sucrières du Suriname jugées plus rentables, que les Néerlandais, dirigés par Abraham Crijnssen, avaient envahies le 27 février 1667 et rebaptisées Fort Zeelandia, avec l'aide des nombreux esclaves marrons cachés dans la jungle. Les Anglais veulent emmener les Juifs, citoyens anglais[50], à la Jamaïque pour y développer le sucre[50], mais les Hollandais s'y opposent[50].
- En décembre 1665[50], les Anglais, menés par le major John Scott (militaire)[50], attaquent et détruisent New Middelburg, fondée en 1658 et devenue grand producteur de sucre[50]. La majorité des Juifs partent pour Curaçao[50].

### Débuts difficiles en Guadeloupe et Martinique

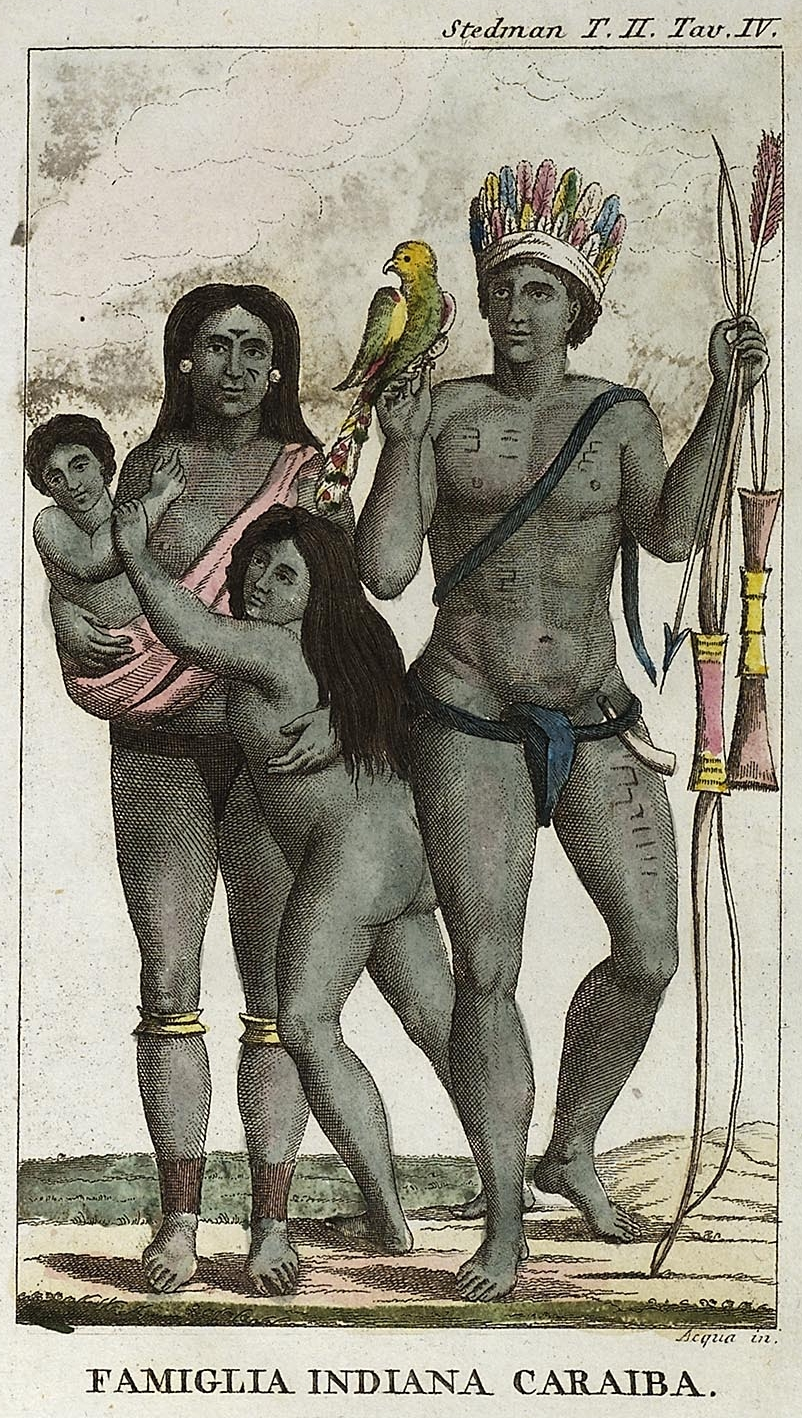
Représentation d'une famille caraïbe par Jean-Gabriel Stedman.

Bridées par les opérations militaires à la Jamaïque et la Barbade dans les années 1650, les perspectives du sucre se déplacent vers les îles françaises. La Guadeloupe s'y est essayée dès 1643, après avoir massacré les Caraïbes et importé des centaines d'esclaves dès 1641, mais sans succès car le gouverneur Charles Houël ne maîtrise pas la technologie sucrière. Sa Compagnie des îles d'Amérique fait faillite en 1649 et il rachète l'île pour une bouchée de pain. Contre l'avis des jésuites, il invite en 1654 des protestants hollandais, au moment où la région du Pernambouc au Brésil est définitivement regagné par la reconquête portugaise lancée depuis 1645. D'autres s'installent plus discrètement, depuis une douzaine d'années à la Barbade. Dès 1656, la Guadeloupe compte 3 000 esclaves noirs, en grande partie venus du Brésil, mais leur nombre stagne ensuite pendant quinze ans, jusqu'aux années 1670, tout comme en Martinique, où la guerre de 1658 contre les Indiens caraïbes, menée par Pierre Dubuc de Rivery, permet de gagner des terres, libérées progressivement pour les cultures, le tabac puis l'indigo et ensuite le sucre.
Colbert est entre-temps arrivé au pouvoir en 1661. Il a créé en 1664 la Compagnie des Indes occidentales, censée peupler le Canada en utilisant l’argent du sucre de Guadeloupe. Il exproprie Houël et augmente la taxe sur les sucres importés via la marine hollandaise. Asphyxiés, les planteurs de Guadeloupe perdent aussi leurs approvisionnements en esclaves et se révoltent contre Colbert et création de la nouvelle compagnie en 1666. Ils obtiennent en 1669 la fin de son monopole, et une plus grande liberté pour acheter des esclaves et vendre du sucre.

### Henry Morgan, pirate de Jamaïque, devient planteur de sucre

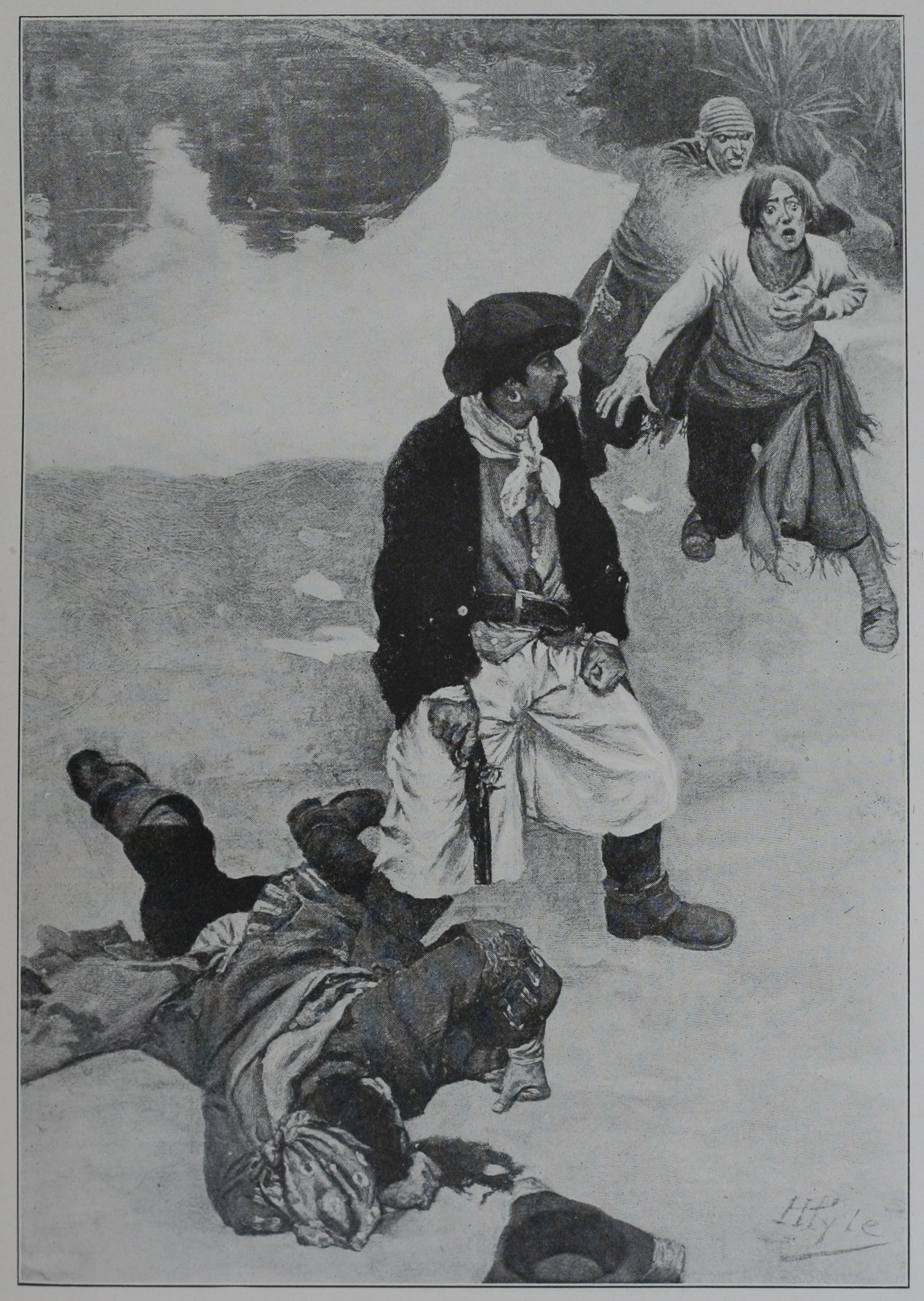
Pirates

Par le traité de Madrid (1670), un renversement d'alliance, l'Espagne assure à l'Angleterre la possession de la Jamaïque, où Cromwell avait déjà débarqué en 1655. Les flibustiers jamaïcains sont invités à se concentrer sur la guerre contre la Hollande, nouvel ennemi commun. Mais le chef pirate Henry Morgan, dont la légende raconte qu'il aurait été kidnappé enfant à Bristol puis réduit à se vendre comme « engagé volontaire » pour la Barbade, compromet le rapprochement avec l'Espagne dès le 18 janvier 1671, en dirigeant le sac de Panama à la tête de 2 000 flibustiers.
Le gouverneur Thomas Modyford en paie le prix : Londres nomme en 1671 un nouveau gouverneur : Thomas Lynch, planteur de sucre, négociant en esclaves et vétéran des guerres jacobites des années 1650. Sous son ère, Morgan est ensuite arrêté puis libéré. Proche d'un des oncles du roi, il reçoit des terres et 126 esclaves, à condition de devenir planteur de sucre et de renier son passé de flibustier. Nommé ensuite gouverneur de la Jamaïque en 1674, il a pour mission de réduire leur activité, afin de sécuriser l'émergence de la traite négrière. Alexandre-Olivier Exquemelin, l'un d'entre eux, qui a évoqué le passé de flibustier de Morgan, dans un livre, est même poursuivi en diffamation.
Entre-temps, dès 1671, la Jamaïque importe plus d'un millier d'esclaves par an, afin de développer la culture du sucre.

### Le grand virage des années 1670 en France et en Angleterre

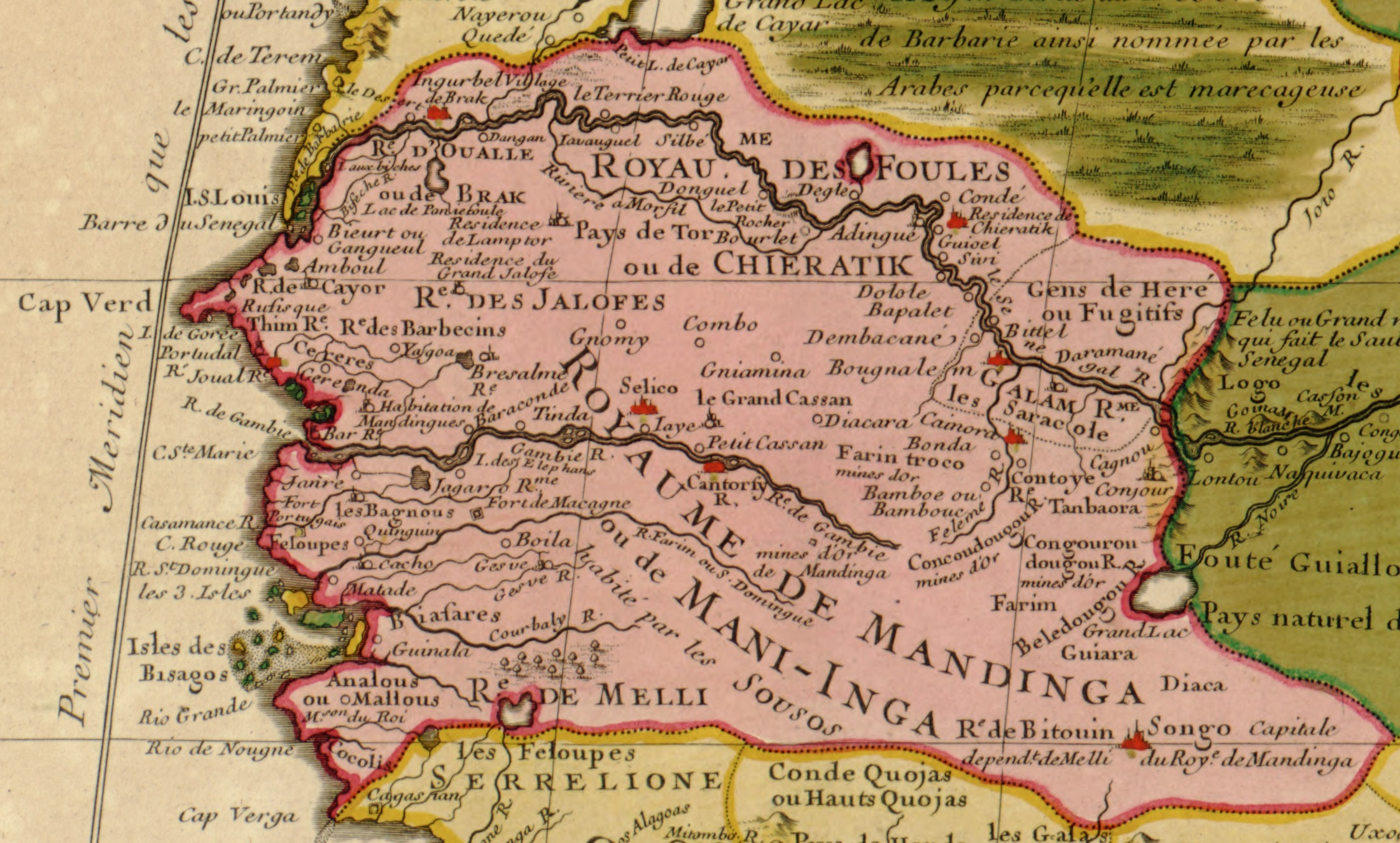
Une carte du Sénégal de Guillaume Delisle (1770)

En 1671, le Brésil était encore leader mondial du sucre, d'extrême justesse, avec 30 000 tonnes devant les 25 000 tonnes des Antilles anglaises et les 10 000 tonnes des Antilles françaises. Mais il est ensuite dépassé en trombe puis marginalisé (40 ans plus tard, le Brésil est tombé à 15 000 tonnes, deux fois moins). 
Vers 1670, les hollandais n'ont d'autre choix que de renoncer à l'asiento, monopole du transport d'esclaves pour l'Espagne car le désarmement des flibustiers anglais vient de libérer l'océan pour la traite négrière anglaise et française. La concurrence fait baisser le coût de transport du sucre et ruine la Compagnie néerlandaise des Indes occidentales. 
La toute récente Compagnie française des Indes occidentales vient, elle, de perdre son monopole: pour stimuler la concurrence, Louis XIV autorise les ports de Saint-Malo, Nantes et Bordeaux à importer massivement des esclaves africains vers les Antilles sans passer par elle.
En 1671, la canne à sucre n'occupe encore que 12 % des terres de Guadeloupe. La Martinique, elle, cultive surtout du tabac. La Guadeloupe compte 4 267 esclaves et la Martinique 2 400. Ces nombres vont ensuite augmenter brutalement : l'essor sucrier est lancé par la création en 1673 de la Compagnie du Sénégal, dirigée par Jean-Baptiste du Casse, sur le modèle de la Compagnie royale d'Afrique fondée en 1672 par le Duc d'York Jacques Stuart. Entre 1674 et 1682, la production des deux îles françaises bondit de 50 %, passant de 5 800 à 8 700 tonnes de sucres, la moitié de celle de la Barbade. En sept ans, la Martinique passe de 2 400 à 10 600 esclaves noirs. Louis XIV offre des terres à Charles François d'Angennes, marquis de Maintenon et à son neveu Jean-Jacques Mithon de Senneville. Essor du sucre aussi en Guadeloupe et en Jamaïque, à Niévès et Montserrat, où l'irlandais William Stapleton est un proche du Duc d'York.
Les esclaves importés par le Duc d'York sont marqués DY à l'épaule, au fer rouge, pour éviter que des pirates ne les libèrent et les enrôlent. Ceux importés par la Compagnie du Sénégal, dont Louis XIV est actionnaire, sont marqués d'une fleur de lys.

### LouisXIVjoue le sucre contre le tabac
Louis XIV a besoin d'argent pour ses guerres et tombe amoureux de la marquise de Maintenon, qui a longtemps vécu à la Martinique. Elle achète en 1674 le château de Maintenon à Charles François d'Angennes, devenu quelques années plus tard le plus riche planteur de Martinique.

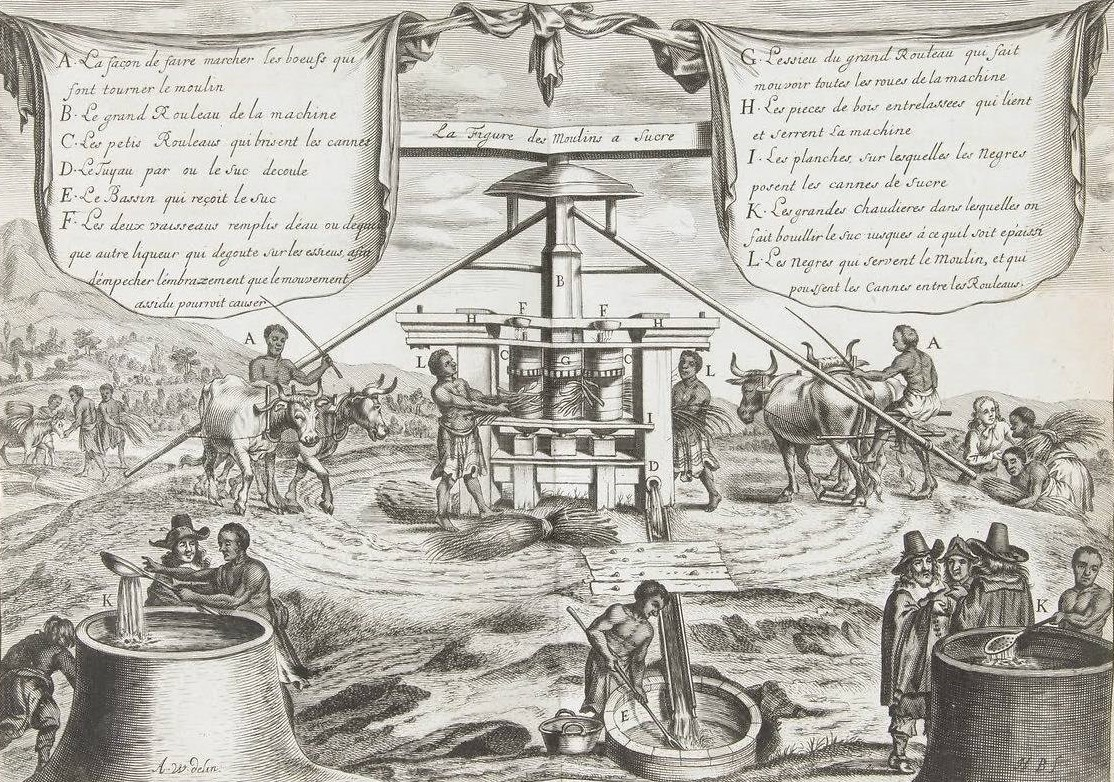
Travail des esclaves dans le moulin à sucre, 1681, par César de Rochefort.

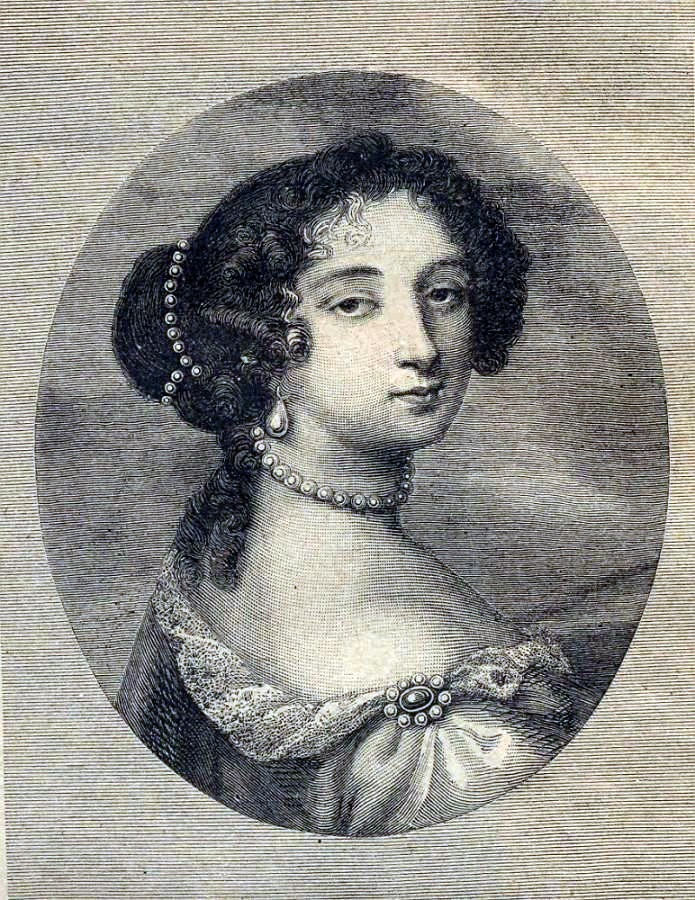
Portrait anonyme de Madame de Maintenon, maitresse de Louis XIV.

Pour laisser la voie libre aux planteurs de sucre, il faut évincer les petits planteurs de tabac des Antilles, proche des flibustiers, ou cumulant les deux activités, et accusés de créer de l'insécurité pour les convoyeurs d'esclaves. Louis XIV créé en 1674, contre la volonté de Colbert, un nouveau monopole, la ferme du tabac, dont les objectifs sont l'exact contraire de ceux de la Compagnie des Indes occidentales: le prix d'achat du tabac aux planteurs est abaissé et le prix de vente est relevé, à coup de taxes. La ferme du tabac est attribuée à des proches du Roi, comme la Marquise de Maintenon.
Effet secondaire, la contrebande de tabac prend son essor, en particulier à l'île de Noirmoutier. 
Les consommateurs français et européens préfèrent le tabac moins cher de Virginie, du Maryland, et de Caroline, colonies où la restauration anglaise a octroyé au début des années 1660 à ses fidèles de la première révolution anglaise, les « cavaliers », des terres pour créer d'immenses plantations de tabac. Le tabac y est meilleur marché que celui des îles car reposant sur le recours massif à des engagés Blancs et, plus progressif, à l’esclavage, permis par la Loi virginienne de 1662 sur l'esclavage, ancêtre du Code noir. Décidée après le retour au pouvoir du gouverneur William Berkeley, cette loi établit qu'une personne dont la mère est esclave est forcément esclave elle aussi.
La politique française de la ferme du tabac, lancée au milieu des années 1670, sera poursuivie au cours des deux décennies suivantes, en visant en particulier les boucaniers de Saint-Domingue. Dès le milieu des années 1680, plusieurs centaines d'entre eux, ne pouvant plus vivre du tabac, abandonnent la partie française de l'île aux premiers planteurs de sucre et vont rejoindre les pirates du Panama, qui vivent de divers trafics, parmi lesquels celui du lien entre les deux océans, mais aussi la revente de cacao amérindien et d'écailles de tortue.

### Les guerres créent pénuries et hausse des cours
La production jamaïcaine est multipliée par 13 entre 1670-1675 et 1685-1689 mais va ensuite diminuer de 14 % en dix ans. À partir de 1680, les esclaves arrivent en masse à la Jamaïque, au rythme de 3600 par an, mais surtout à partir des années 1700, alors que leur faible espérance de vie oblige à les remplacer fréquemment. Ils seront 45 000 dès 1703, puis 74 000 en 1720, plus de 100 000 en 1740 et 167 000 en 1768. En 1683, les Antilles anglaises produisent 18 000 tonnes, juste derrière le Brésil 21 000 tonnes et loin devant les Antilles françaises 9 400 tonnes. Cette rivalité croissante fait qu'en 1686, le marché européen est déjà bien approvisionné : les prix du sucre ont baissé de 20 % à 16 cents la livre contre une moyenne de 20 cents lors des dix années précédentes.

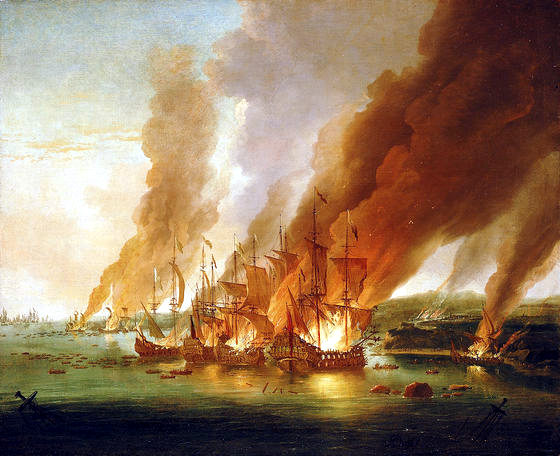
Les navires français en feu lors de la bataille de la Hougue, lors de la guerre de la Ligue d'Augsbourg de 1692. Peinture d'Adriaen van Diest.

Ensuite, cette baisse de prix stoppe la croissance puis le sucre flambe car la guerre de la Ligue d'Augsbourg de 1692 perturbe la traite négrière. Elle est précédée par de violents conflits franco-anglais juste après la Glorieuse Révolution de 1688. Le nombre d'esclaves importés à la Barbade chute à 1 100 en 1689 contre une moyenne de 3 630 pour les années 1682 à 1685. Le prix du sucre flambe faute d'approvisionnements réguliers : il triple en 1688. L'insécurité causée par les pirates, transformés en corsaires par le conflit militaire.
Pour que la traite négrière reprenne son essor lentement, il faut attendre la paix de 1697 avec les Anglais et les Espagnols, qui reconnaissent alors officiellement la possession française de la moitié ouest de Saint-Domingue. Le prix du sucre monte encore un peu avant 1700, avant de baisser ensuite, sous l'effet de la très forte expansion des terres cultivées, à Saint-Domingue et à la Jamaïque. Dans les deux îles, la flambée des cours du sucre a excité les appétits des candidats à l'exploitation sucrière. Au total, entre 1690 et 1713, en 23 ans, la valeur du sucre importé en Angleterre ne progresse que modestement, malgré le boom de la demande intérieure. Les difficultés de la Jamaïque dans les années 1690 font cependant que l'expansion est beaucoup plus forte à Saint-Domingue, où les planteurs sont protégés par le Royaume, sur le plan fiscal et militaire, d'autant que les plus importants sont proches du roi lui-même, alors qu'en Angleterre, le lobby sucrier est au contraire suspect de fomenter les révolutions jacobites.

### Les trois coups durs de la Jamaïque dans les années 1690
La révolution sucrière à la Jamaïque est confrontée dans les années 1690 à trois coups durs successifs. Le premier est un terrible séisme qui détruit les sucreries autour de Port Royal en 1692, le 7 juin, peu avant midi. Lors de la troisième secousse, un éboulement sous-marin entraîne sous les flots le port, réputé pouvoir accueillir un millier de navires en eau profonde, et le centre-ville. Les Anglais reconstruisent et réorganisent le dispositif militaire de la baie. 

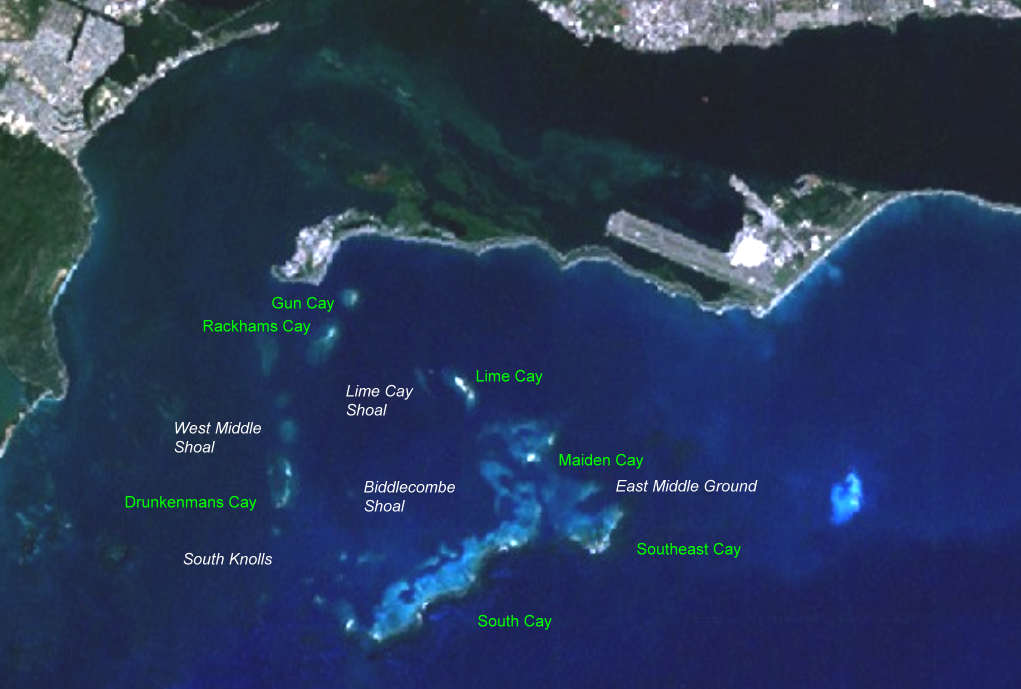
Cayes de Port Royal, petites îles inhabitées au large de la capitale jamaïcaine.

Puis c'est l'expédition de la Jamaïque, organisée en 1694 par le gouverneur de Saint-Domingue Jean-Baptiste du Casse, directeur de la Compagnie du Sénégal, en pleine guerre de la Ligue d'Augsbourg, à la tête d'une flotte de 22 vaisseaux et 1 500 hommes partis de Nantes. Ils brûlent des centaines de maisons et s'emparent de 1 300 esclaves qu'ils envoient à Petit-Goâve. L'expédition de la Jamaïque unit les Irlandais de Nantes et les flibustiers de Saint-Domingue, qui à partir de cette date vont se reconvertir peu à peu dans la filière sucrière.
Le troisième coup dur est plus étalé dans le temps, c'est la lourde fiscalité sur le sucre votée par le parlement issu de la révolution financière britannique, qui veut par cette voie financer les investissements massifs dans la Royal Navy. Les impôts explosent: de 3 % à 9 % du PIB britannique entre 1688 et 1713, l'année où le traité d'Utrecht consacre l'Angleterre comme la première puissance maritime mondiale. Le parlement créa en 1696 un « Bureau des plantations » et en 1699 une « Société pour la propagation des connaissances chrétiennes », dans les colonies. Les taxes sur les sucres raffinés veulent éviter le renforcement des pouvoirs jacobites aux Antilles. La procédure du Writ of Assistance, créée sous Cromwell, qui légalise les perquisitions, les facilitent mais provoquent la colère des planteurs. Au même moment, le sucre des îles françaises entre dans le port de Dunkerque quasiment net de taxes. En 1698 puis en 1705 de nouvelles taxes sur le sucre sont ajoutées aux précédentes.

## XVIIIesiècle
Entre 1700 et 1787, les exportations de sucre depuis l'Amérique esclavagiste quadruplent et la part du Brésil fond, passant de 35 % à 7 %, remplacé par la France, qui monte de 17 % à 44 % tandis que l'Angleterre se stabilise de 39 % à 37 %, la part de tous les autres pays restant proche d'un dixième.
Répartition de la production mondiale de sucre
| Année               | 1700 | 1787 |
| Brésil              | 35 % | 7 %  |
| Antilles françaises | 17 % | 44 % |
| Antilles anglaises  | 39 % | 37 % |
| Reste du Monde      | 9 %  | 12 % |

Le XVIIIe siècle voit les grands producteurs du siècle précédent, Brésil et la Barbade et autres petites îles des Antilles, s'effacer peu à peu. La première décennie est dominée par un trio de producteurs au coude à coude : la production jamaïcaine passe de 4 000 à 6 000 tonnes entre 1700-1704 et 1710-1714, tandis que la Martinique est à 5 900 tonnes et Saint-Domingue à 5 012 tonnes[réf. souhaitée]. La percée de Saint-Domingue, nouveau leader mondial du sucre grace à l'exploitation des esclaves Africains, est d'autant plus notable qu'elle le devient aussi pour le café et le coton, grâce aux nouvelles plantations au sud et à l'ouest de son territoire.
| Année          | 1630 | 16 | 1671 | 1680 | 1683 | 1691 | 1700 | 1700-1704 | 1710-1714 | 1720 | 1726 | 1730 | 1740 | 1743 | 1767 | 1788 | 1789 | 1805 | 1815 |      |
| Brésil         | 20   |    | 30   | 21   |      |      |      | 21        | 15        |      |      |      |      |      |      |      | 20   |      |      | 40   |
| Barbade        |      |    | 9,5  | 8    |      | 10   | 13   | 10        |           |      |      |      | 15   |      |      |      |      |      |      |      |
| Jamaïque       |      |    | 0,5  | 5    | 5    | 7    | 5    | 4         | 6         | 9    |      | 12   | 16   | 23   | 36   |      | 60   |      | 100  |      |
| Saint-Domingue |      |    |      |      |      |      |      |           | 6         | 10   | 33   |      | 40   | 43   | 62,6 | 77   | 86   | 24   | 1    |      |
| Martinique     |      |    | 3,8  |      |      |      |      |           | 6         |      |      | 9,6  | 15   | 19   |      |      |      |      | 11   | 26,5 |
| Cuba           |      |    |      |      |      |      |      |           |           |      |      |      |      |      |      |      | 16,7 |      | 32,5 | 45,4 |

### Les importations de mélasse française dans l'Empire britannique

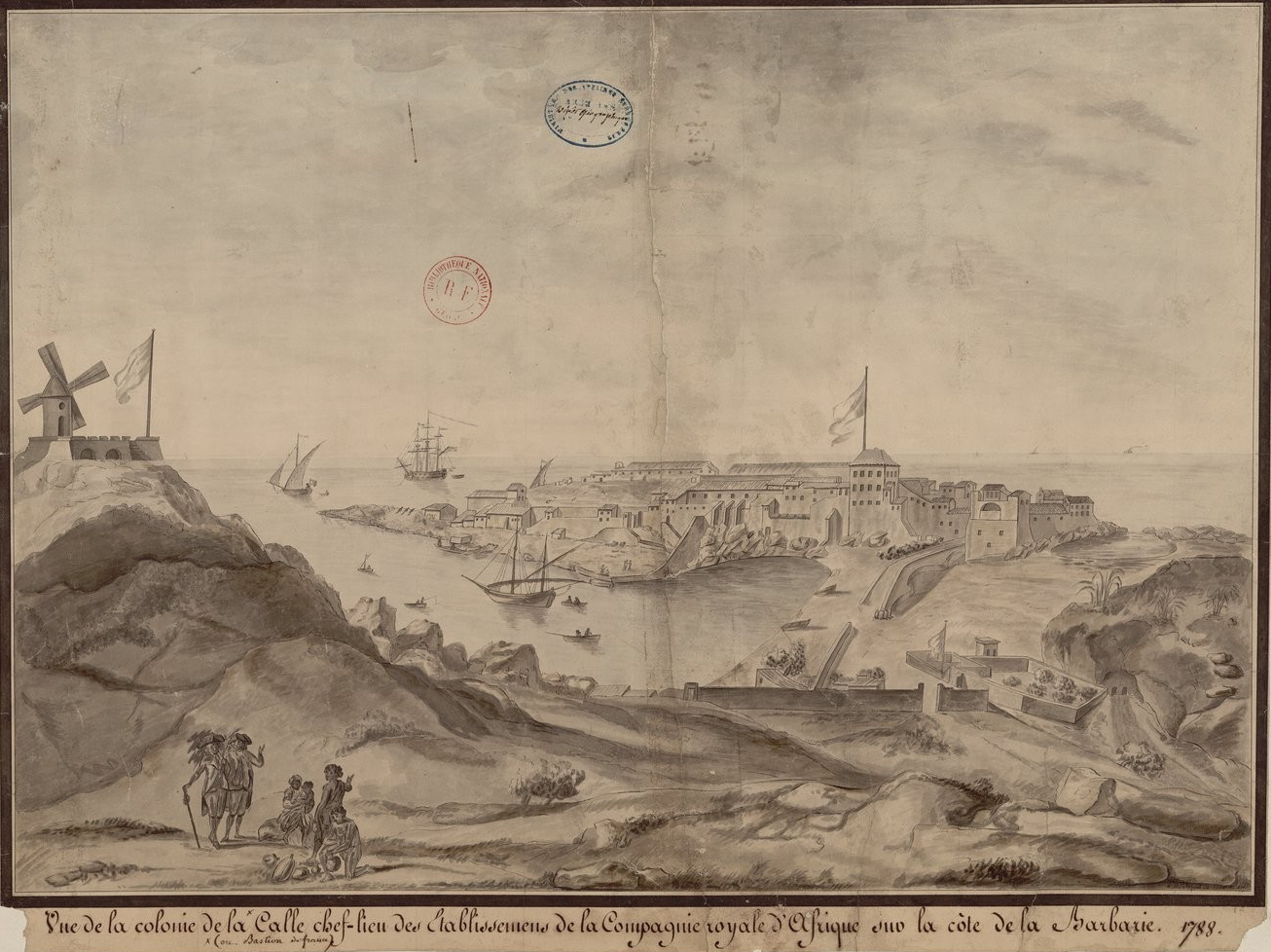
Vue de la colonie de La Calle chef-lieu des établissements de la Compagnie royale d'Afrique sur la côte de la Barbarie, 1788

En 1705, la fiscalité anglaise taxe le sucre roux à 342 %, un niveau jugé prohibitif, après avoir taxé le sucre blanc durant la décennie précédente. Le résultat est une stagnation des importations anglaises de sucre roux entre 1699 et 1713, à 44 milliers de tonnes, contre 438,3 milliers de tonnes, au détriment de la Barbade, alors qu'elles explosent en France. Le sucre de Jamaïque est alors exporté en contrebande, les ports de Bristol et Londres, se chargeant de la réexportation frauduleuse. Pour y faire face, un corps professionnel de douaniers, la Commission of customs and excise est institué et dirigé par secrétaire à la Guerre Sir William Blathwayt (1649-1717). Il regroupe 5 947 douaniers et contrôleurs fiscaux dès 1717, selon l'historien Robin Blackburn.
Cette fiscalité élevée, et la rigueur des contrôles, amène à contourner le marché européen, pour alimenter de préférence les nouvelles manufactures de rhum qui s'installent sur la côte des États-Unis. Elle dope aussi l'importation de sucre des îles françaises en contrebande, sous forme de mélasse. Les distilleries de Massachusetts importent par exemple 156 000 gallons de mélasse des Antilles britanniques en 1688, montant divisé par deux (à 72 000 gallons) en 1716, année où le Massachusetts importe au contraire 105 000 galons de mélasse des Antilles françaises. En échange, des stocks de poisson séchés sont apportés en Jamaïque pour nourrir les esclaves arrivés en masse au cours de cette période.

### Saint-Domingue passe devant la Jamaïque dès 1720

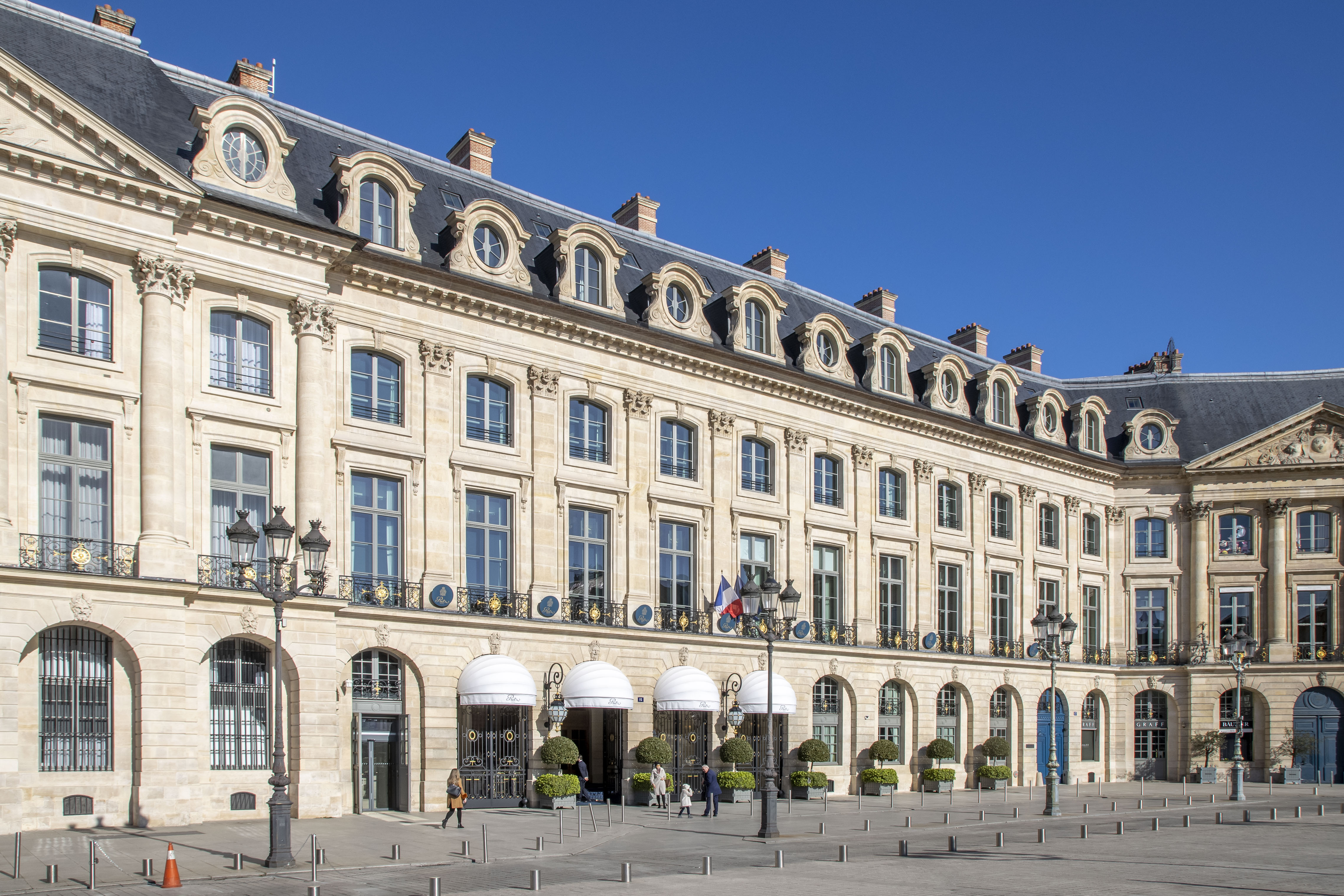
Hôtel parisien de Crozat et d'Évreux, construit pour Antoine Crozat, propriétaire de plantations de sucre.

Saint-Domingue cultive d'abord de l'indigo, puis du sucre un peu avant 1700. Au début, ce sont seulement des protégés du roi: Jean Fournier de Varennes, Antoine Crozat, ou l'Irlandais de Nantes Jean Stapleton, cousin de William Stapleton, gouverneur de Montserrat. Arrivés très nombreux en France en 1691-1692, les Irlandais de Nantes ont participé à l'expédition de la Jamaïque, lancée en 1694 de Nantes par le gouverneur de Saint-Domingue Jean-Baptiste du Casse, directeur de la Compagnie du Sénégal, qui s'empare de 1 300 esclaves, débarqués ensuite à Petit-Goâve, paroisse historique des flibustiers. Ducasse récidive avec l'expédition de Carthagène (1697), les flibustiers sont à nouveau payés en esclaves.
La « Compagnie de Saint-Domingue » ou « Compagnie Royale des Indes » est créée en 1698, à la paix de Ryswick. Elle installe ses entrepôts à Saint-Louis-du-Sud. Pour nourrir l'énorme population d'esclaves volés, on importe farine et poisson séché de Nouvelle-Angleterre en échange de mélasse pour les distilleries, dont le rhum part en Afrique pour être échangé contre de esclaves, ensuite revendus à Saint-Domingue contre de la mélasse,.
Les estimations sur le nombre de sucreries à Saint-Domingue en 1700 varient entre 18 et 30.
| Années                               | 1687 | 1700 |
| Nombre de sucreries à Saint-Domingue | 0    | 18   |
| Nombre de sucreries en Guadeloupe    | 106  | 73   |
| Nombre de sucreries en Martinique    | 184  | 183  |

| Années                               | 1700 | 1713  |
| Nombre de sucreries à Saint-Domingue | 30   | 128   |
| Nombre d'esclaves à Saint-Domingue   | 9082 | 24146 |

En 1701, Louis XIV relance la Compagnie de Guinée, avec de nouveaux actionnaires, dont il fait partie. Parmi eux, le financier Antoine Crozat. Sa mission, livrer au moins 1 000 esclaves par an aux colonies, chiffre bientôt porté à 3 000. La même année, la colonie compte déjà 52 sucreries contre 30 en 1700.
Après la mort de Louis XIV, la production sucrière de Saint-Domingue passe de 6 000 tonnes par an en 1715 à 10 000 en 1720, ce qui en fait le premier producteur mondial devant les 9 000 tonnes de la Jamaïque, avec 47 000 esclaves puis 100 000, deux fois plus, en 1726.

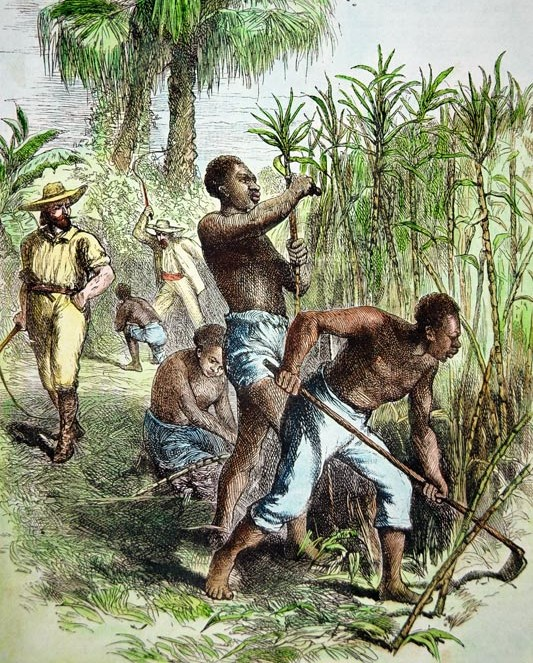
Culture de la canne à sucre dans les plantations.

Dès 1776, la colonie compte plus de six cent mille esclaves contre 80 000 esclaves en 1730 et 110 000 en 1740. En 1718, une lettre du gouverneur de la Barbade s'alarme de cette réussite et dénonce les colonies anglaises d'Amérique du Nord, qui livrent à la colonie française des céréales, poissons et viandes. Depuis 1698, la colonie profite du commerce triangulaire lancé par Boston et le Rhode Island en approvisionnant leurs distilleries en mélasse.
L'île exporte 40 000 tonnes de sucre en 1740, 43 000 tonnes en 1743, et 62 640 en 1767. En 1780, Saint-Domingue a 29,8 % du marché sucrier, la Jamaïque 17 % et la Martinique 6,5 %. Les Antilles françaises ont 675 000 esclaves, selon The Making of New World Slavery de Robin Blackburn.
La production sucrière atteindra 77 155 tonnes en 1788 et même 86 000 tonnes au cours de l'exceptionnelle année 1789, soit les deux-tiers du sucre produit dans les îles françaises. Le nombre de bateaux de commerce français suit une courbe proche et autant que toutes les îles Britanniques réunies.

### Le fisc britannique contre les importations de la Nouvelle-Angleterre

Carte du Nord-Est de l'Amérique vers 1775

La production de toutes les Antilles britanniques passe de 19 400 tonnes en 1700 à 22 600 en 1710-1714, soit une progression de seulement 15 %. En 1730, le total des Antilles anglaises est dépassé par celui des Antilles françaises, qui le doivent essentiellement à Saint-Domingue. La Martinique atteint 15 130 tonnes en 1730-1734 (seulement 1 000 de moins que la Jamaïque), mais son rythme de croissance ralentit, pour atteindre ensuite 19 901 en 1750-1754 et même revenir à 10 700 avant la Révolution[réf. souhaitée]. Entre-temps, la décennie des années 1730 a été marquée par un ralentissement dans les antilles anglaises. En 1740, la Barbade produit 7 000 tonnes de sucre par an, et la Jamaïque seulement 10 000, pour 24 000 tonnes au total dans les Antilles britanniques. Le Sugar and Molasses Act de 1733 cible la concurrence du sucre de Saint-Domingue, qui approvisionne les distilleries de rhum de la Nouvelle-Angleterre, alors l'un des secteurs préindustriels les plus dynamiques, avec la construction navale et le salage de poissons, selon l'historien Fernand Braudel. Elle vise en particulier les Irlandais de Nantes, qui ont réussi dans la culture du sucre, et qui ont financé une série d'expéditions militaires en Irlande et en Écosse, en 1708 et 1715. De fait, la Société d'Angola, d’Antoine Walsh, l'un des deux leaders mondiaux de la traite négrière, avec Grou et Michel, financera en 1745 une troisième expédition militaire, en Écosse, celle de « Bonnie Prince Charles », qui ne sera arrêtée que lors de la bataille de Culloden.
Les distilleries des Treize colonies avaient de leur côté réclamé en 1733 un monopole sur la production du rhum. Londres a souhaité par cette nouvelle taxe les ramener à l'ordre, en pénalisant leurs approvisionnements auprès des Antilles françaises. Leurs autres productions, poisson salé, bois et construction navale, souvent vendus à Saint-Domingue, sont plus difficiles à taxer. La taxe anglaise sur le sucre de 1733 n'est que partiellement appliquée, mais elle favorise les planteurs qui se sont installés sur de nouvelles terres à la Jamaïque. Dans les années 1760, l
La production jamaïcaine double en un quart de siècle : elle atteint 36 000 tonnes, contre 16 000 tonnes en 1739. C'est quatre fois plus que la Barbade, mais encore un tiers de moins que Saint-Domingue. Une plantation jamaïcaine détient alors en moyenne 205 esclaves, deux fois plus que vingt ans plus tôt.

Une machine à filer, la spinning jenny de James Hargreaves, 1765.

La guerre de Sept Ans (1757-1764) donnera à son tour un coup de frein, très temporaire, au commerce sucrier. Les vainqueurs anglais, ont pris le contrôle des océans, mais décident lors du traité de Paris de 1763 de laisser la France conserver Saint-Domingue, car ils sentent les prémices de la guerre d'indépendance américaine. Ils estiment préférables de décourager, en les taxant, les flux de sucre et de mélasse alimentant les fabriques de rhum de la Nouvelle-Angleterre. Celles-ci ont en effet pris l'habitude d'acheter du sucre des îles françaises, beaucoup moins cher. Michel René Hilliard d'Auberteuil observe ainsi en 1776 que « le prix du sucre à la Jamaïque, à la Grenade, dans toutes les colonies Anglaises, est toujours à quinze ou vingt pour cent au-dessus du cours de Saint-Domingue, parce que le sol des îles anglaises est plus ingrat, que les Anglais exigent moins de travail de leurs nègres et les nourrissent à plus de frais (...) ils ont dans l'usage de leur donner des vivres et des poissons salés ». Diplomate avec les planteurs, son rapport au Ministre de la Marine évite de parler du Sugar Act, voté par les Anglais en 1764, pour taxer lourdement le sucre et favoriser plutôt le coton, dont commencent à avoir besoin les manufactures anglaises, alors au tout début de leur expansion face aux succès de la toile de Jouy française et des autres indiennes de coton. Le Sugar Act de 1764 a diminué de moitié les droits sur la mélasse non britannique, mais il est appliqué, lui, rigoureusement, ce qui freine brutalement la croissance de Saint-Domingue, de la Martinique et de la Guadeloupe. Cette politique fiscale sucrière plus rigoureuse va stimuler la production de coton Saint-Domingue. Plus fin que celui de la Jamaïque, le coton de Siam blanc de Saint-Domingue répond aux nouveaux besoins des inventeurs anglais de l'industrie du coton. En 1764, Thomas Highs un artisan luthier a invente une machine textile très proche de la Spinning Jenny, dont James Hargreaves sera l'inventeur, l'année suivante dans la même région : un rouet où l’on pose huit broches, qui permet à un ouvrier de travailler avec huit broches au lieu d’une, ce qui multiplie par 120 la productivité. Elle sera encore perfectionnée en 1779 par Samuel Crompton sous forme de Mule-jenny.
Une partie des plantations de sucre de Saint-Domingue sont placées en 1776 sous contrôle espagnol, afin d'éviter les risques de relèvement des taxes sur le sucre, l’État français souhaitant alors, lui aussi encourager la culture du coton, au moment où la créativité des industriels du coton bat son plein. La même année, le Sugar Act a fini par provoquer de telles tensions dans les Treize colonies d'Amérique du Nord, que la guerre d'indépendance américaine a démarré.

### Après 1794, les planteurs français émigrent en Louisiane
Après l'abolition de l'esclavage en 1794, les planteurs blancs fuient par milliers Saint-Domingue, dont la production s'effondre. Les Réfugiés français de Saint-Domingue en Amérique recréent de grandes plantations en Louisiane mais aussi dans toutes les autres îles de la Caraïbe. 
En Louisiane en particulier, ils importent une nouvelle variété de canne à sucre, la Otaheite, que le capitaine Bougainville avait introduit dans les îles Maurice et la Réunion, plus performante et adaptée à un climat moins chaud que Saint-Domingue : « la Louisiane doit son avantage aux calamités de Saint-Domingue qui ont stimulé la demande de sucre de Louisiane et amené nombre de planteurs malheureux à s'installer le long du Mississippi », écrit dans ses mémoires Pierre-Louis Berquin-Duvallon, l'un des réfugiés. La basse-Louisiane compte 75 grandes plantations de sucre dès 1806, produisant cinq millions de tonnes.

### Le doublement de la production sucrière jamaicaine après 1792
Le doublement de la production sucrière jamaicaine dans les treize années qui suivent 1792, place l'île anglaise au-dessus des tonnages qu'avait atteint Saint-Domingue, ex-leader mondial, juste avant la révolution haïtienne avec 40 % du total. La chute de la production après une première vague de départs de grands planteurs de Saint-Domingue constitue le facteur le plus évident de ce transfert, qui bénéficie aussi à la Louisiane, aux îles espagnoles de la Caraïbe, au sud des Antilles et au Brésil.
Cependant, le retournement du marché du sucre en 1806 entraîne l'abandon d'un quart des plantations jamaïcaines. D'un pic 110 000 tonnes en 1805, la production va revenir en 1836 à 76 000 tonnes.
Au début des années 1820, la récolte est encore de 97 000 tonnes mais dépassée en trombe quelques années après par celle de Cuba, qui atteint 148 000 tonnes dès les années 1841-1846. Au début des années 1830, d'autres concurrents de la Jamaïque, plus modestes, sont apparus au palmarès mondial. En seize ans, de 1816 à 1832 Maurice passe de 4 000 à 38 000 tonnes tandis que Trinidad passe de 2 700 à 17 000 tonnes entre 1799 et 1834, sous l'œil attentif de l'Angleterre, qui s'empare de 9 colonies sucrières étrangères entre 1807 et 1814, dont trois françaises, 2 danoises et 4 néerlandaises.

## XIXesiècle
Le XIXe siècle voit la montée régulière de la production mondiale de sucre de betterave, essentiellement localisée en Europe, où la consommation augmente fortement, et qui a aboli l'esclavage dans les colonies anglaises en 1836 et dans les colonies françaises en 1848. Encore marginal en 1860, le sucre de betterave devient majoritaire vingt ans après et représente les trois-quarts du sucre mondial en 1900.
| Année | Production mondiale totale de sucre | Production mondiale de sucre de betterave |
| 1850  | 1,5                                 | NC                                        |
| 1860  | 1,72                                | 0,35                                      |
| 1880  | 3,83                                | 1,85                                      |
| 1900  | 8,38                                | 5,48                                      |

### La montée de la betterave à sucre

#### Les grandes crises alimentaires de 1811-1812 et 1816-1817 en France
Au cours de la première des grandes crises alimentaires de 1811-1812 et 1816-1817 en France, génératrice d'hyperinflation, les prix du sucre ont donc triplé, tandis que ceux des céréales ont aussi flambé. Rapidement, l'indice du sucre fit un bond à 407 (pour une base 100 en 1820), et battit son record absolu. En 1807, le même indice s'élevait à peine à 136,3.

#### Les suites du rapport Chaptal dejanvier 1812
Le chimiste Jean-Antoine Chaptal cultive des betteraves afin de produire du sucre dans le parc de son château de Chanteloup, bien national en 1792, saisi en 1794 et vendu aux enchères publiques en 1802. Il fonde en 1801 avec deux amis la Société d'encouragement pour l'industrie nationale, association originale qu veut favoriser l'engagement de la France dans la révolution industrielle, en relevant le défi britannique. L'association encourage la mise au point de produits de substitution à la canne à sucre, comme le sucre de betterave — à travers les initiatives de Benjamin Delessert — et de nouveaux produits chimiques. Elle finance les recherches françaises et étrangères sur le sucre de betterave. Averti des résultats des essais de Delessert, Chaptal remit un rapport de recherches en 1811 à l'empereur Napoléon Bonaparte.
Le 29 mars 1811, un décret impérial ordonne que soient ensemencés dans tout le pays 32 000 hectares de betteraves et accorde un crédit d'un million à tous les promoteurs de cette industrie. Quelques jours après la présentation officielle du rapport de Jean-Antoine Chaptal de janvier 1812, Bonaparte, décide la création de cinq fabriques impériales comprenant chacune une école spéciale de chimie, à Wachenheim, Douai, Strasbourg, Castelnaudary et Paris. Ce même décret prévoit de tripler la surface des terres semées en betteraves. Mais ces mesures sont appliquées alors que le sucre colonial réapparaît sur le marché français, puisque dès 1810 des importateurs se sont vus accorder des licences. La France compte en 1814, 213 usines traitant la betterave à sucre, souvent situées dans des régions peu adaptées, mais encore seulement 4 000 tonnes de sucre produites.

#### La situation dans les années 1830
En 1830, environ 200 fabriques, de dimension modeste, ne produisent encore en France 10 000 tonnes de sucre de betterave. 
Ce n'est que la très forte croissance économique mondiale des années 1830 permet un quadruplement à 39 000 tonnes de sucre de betterave pour l'année 1838, mais elle est stoppée par la Panique de 1837 dont le gouvernement profite pour décider en 1837 de taxer de 15 francs par quintal de betteraves, au prétexte de soutenir le sucre colonial. Du coup, plus de 100 usines sont acculées à la fermeture entre 1838 et 1839: la production française retombe à 23 000 tonnes annuelles.

#### Frein du lobby colonial contre essor du machinisme
Poussée par le lobby colonial, une proposition de loi envisage même en 1844, d'interdire purement et simplement l'industrie betteravière, moyennant une indemnisation totale, aux frais du contribuable, de 40 millions de francs. Elle échoue, grâce à une courte majorité de députés.
Jusqu'à la fin du Second Empire, les différentes étapes de la fabrication profitent de l'essor du machinisme, depuis le lavage des betteraves jusqu'aux turbines de cristallisation. Cet essor permet une productivité deux fois et demie plus élevée, un quasi-doublement du nombre de raffineries et le quadruplement de la production française en un quart de siècle, à 381 000 tonnes en 1875, mais sans combler le retard technologique par rapport à l'Allemagne et l'Autriche-Hongrie, qui profitent de systèmes fiscaux plus avantageux.
Le gouvernement français décide alors d'inciter l'industrie betteravière à développer sa productivité que désormais, l'impôt ne sera plus assis non sur le sucre produit, mais sur la matière première, les betteraviers en étant exempté dès que leur rendement dépasse un niveau fixé à un niveau faible, 6 %, progressivement relevé par la suite. Ainsi, le fisc établissait la perception de la taxe d'après la densité du jus extrait de la betterave, restée dans les esprits comme « la mesure fiscale d’exonération du sucre en excédent ».
Les rendements montent jusqu'à 120 kilogrammes de sucre par tonne de betterave, et la production française atteint 653 000 tonnes en 1890, puis 1,5 million de tonnes en 1901 un peu avant le krach sucrier causé par l'issue désastreuse du corner de 1905 sur le sucre égyptien, avant de rebaisser: à la guerre de 14-18, la production de sucre de betterave en France correspond tout juste à la consommation, après l'avoir dépassée nettement au début du siècle.

### Cuba passe par l'étape du café avant de se consacrer au sucre

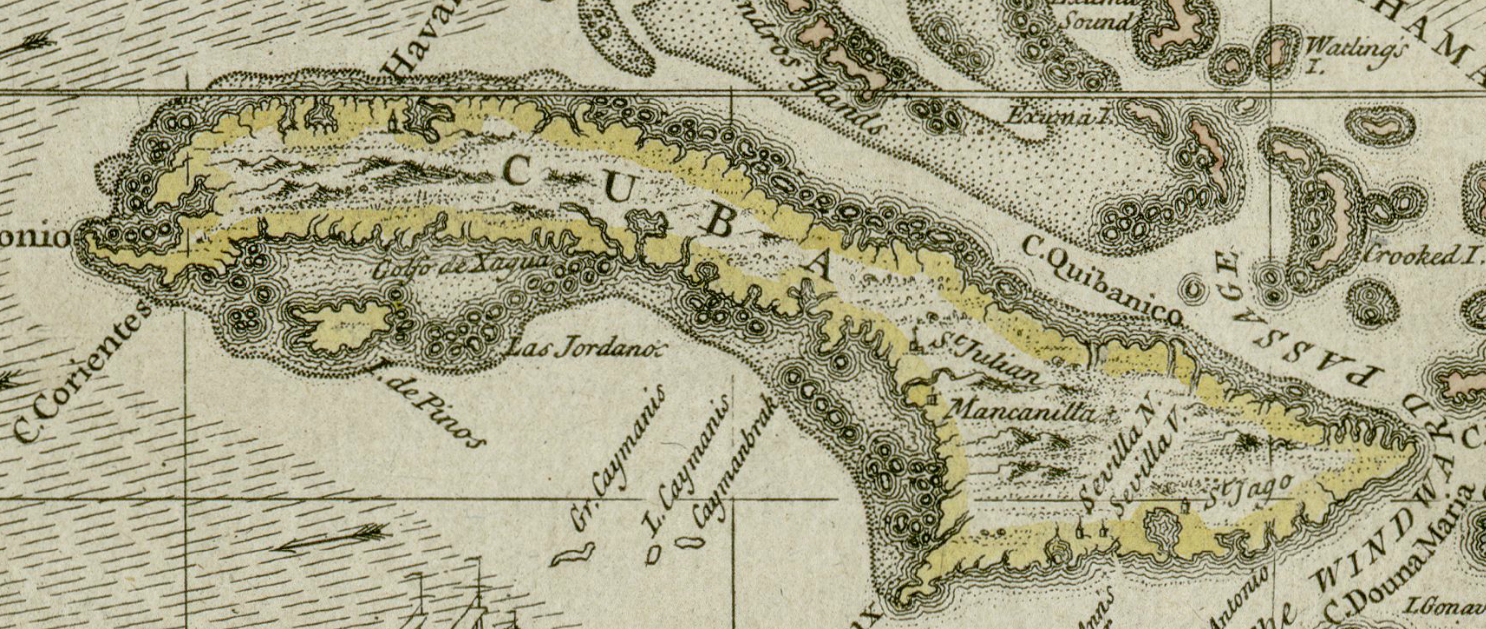
Carte britannique de Cuba en 1680

Près de 7 000 francophones s'installent à Cuba, où la production sucrière est encore sous-développée. La plupart commencent par cultiver du café. Une partie d'entre eux doit fuir à nouveau dès 1806, vers les États-Unis, car les guerres napoléoniennes opposent la France à l'Espagne, métropole de Cuba. Les États-Unis les accueillent d'autant plus volontiers que ces planteurs, pour la plupart des officiers, avaient prêté main-forte à leur ami George Washington lors de la guerre d'indépendance américaine. Entre 1774 et 1817, la population noire de Cuba va plus que quadrupler, passant de 75 180 à 339 179 personnes, selon les chiffres de Ramón de la Sagra pour 1774 et de l’administration espagnole pour 1817. La plupart d'entre eux travaillent d'abord dans les plantations de café créée par des réfugiés français.
Dans la région fertile de Güines, à 30 kilomètres au sud-est de La Havane, longtemps consacrée à la culture du tabac, le sucre a cependant percé plus tôt. En 1775, les trois quarts de la population y était blanche. Les petits planteurs de tabac blancs furent remplacés, parfois avec violence, par les planteurs de canne à sucre. La vallée comptait 4 moulins à sucre en 1784, 9 dès 1792 et 26 en 1804. Puis ce fut 47 en 1827 et 66 en 1846. Dès le début, les plus grands moulins à sucre, à la technologie la plus avancée, appartiennent aux hommes les plus puissants de l’île : Luis de las Casas, le nouveau capitaine général, arrivé en 1790, et Francisco Arrango y Parreño, propriétaire du plus grand domaine sucrier de Cuba, qui plaide pour une libéralisation des Traites négrières et obtient gain de cause.

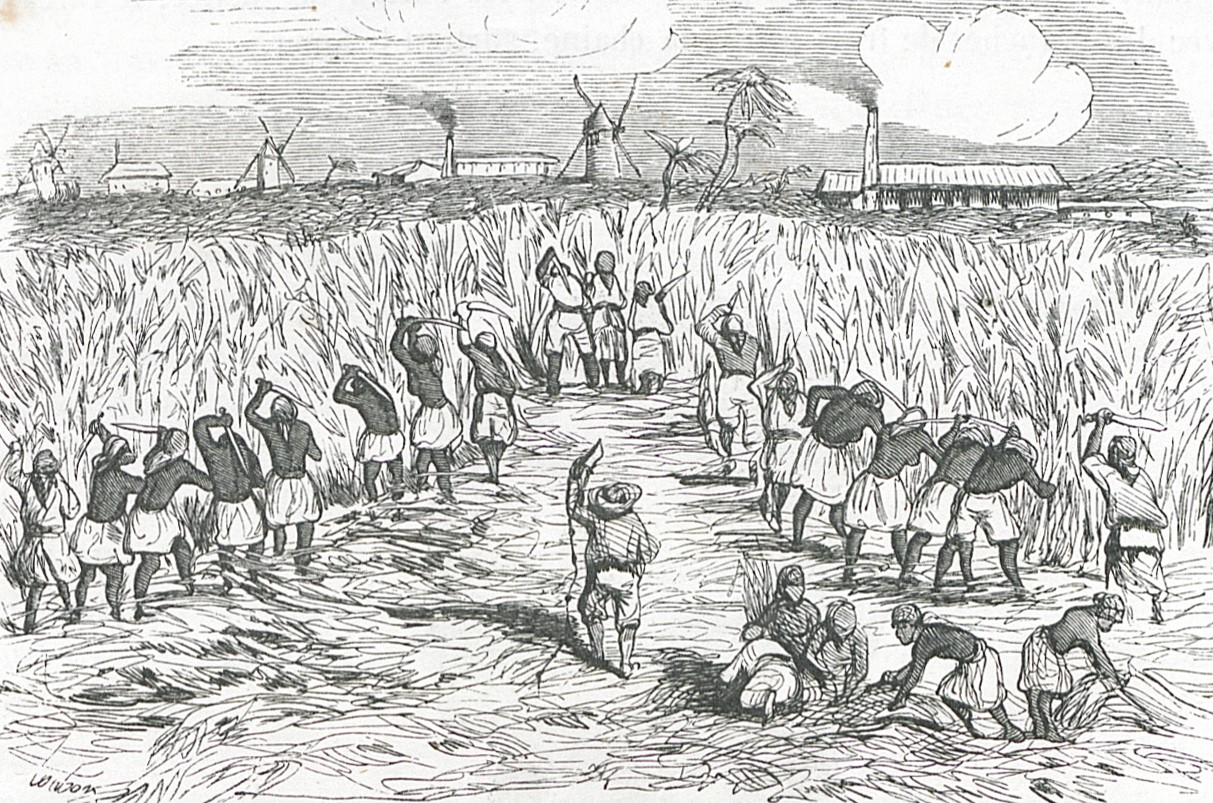
Esclaves coupant la canne, gravure publiée en 1842.

À partir de la seconde moitié des années 1820, les surproductions haïtienne et brésilienne de café déclenchent une baisse des prix du café, divisés par 4 en vingt ans. Les planteurs cubains se recyclent vers le sucre dans les années 1840. Les grandes plantations de sucre achètent les esclaves de celles qui travaillaient le café. La construction en 1837 d'un réseau ferré reliant les régions sucrières aux côtes de l'île facilite cette évolution, de même que la taxe américaine de 1835 sur le café.
La production sucrière cubaine, limitée à 14 000 tonnes en 1790, atteint 148 000 tonnes par an sur la période 1841 à 1846 puis 266 000 sur la période 1855 à 1860. C'est ensuite 500 000 tonnes entre 1862 et 1864 et plus de 600 000 tonnes vers 1867. Au XXe siècle, Cuba sera le premier exportateur mondial de sucre.
| Moyenne annuelle       | 1790 | 1841-1846 | 1855-1860 | 1862-1864 | 1867 |
| Tonnes de sucre cubain | 14   | 148       | 266       | 500       | 600  |

Seulement 44 000 esclaves étaient présents dans l’île de Cuba en 1774. Entre 1790 et 1819, les exportations de sucre augmentèrent de 147 %, les importations de captifs de 578 %. En 1861, l’île comptait 399 000 esclaves, selon les historiens[réf. souhaitée].

### Le blocus anglais de 1806 à l'origine du développement de la betterave en France

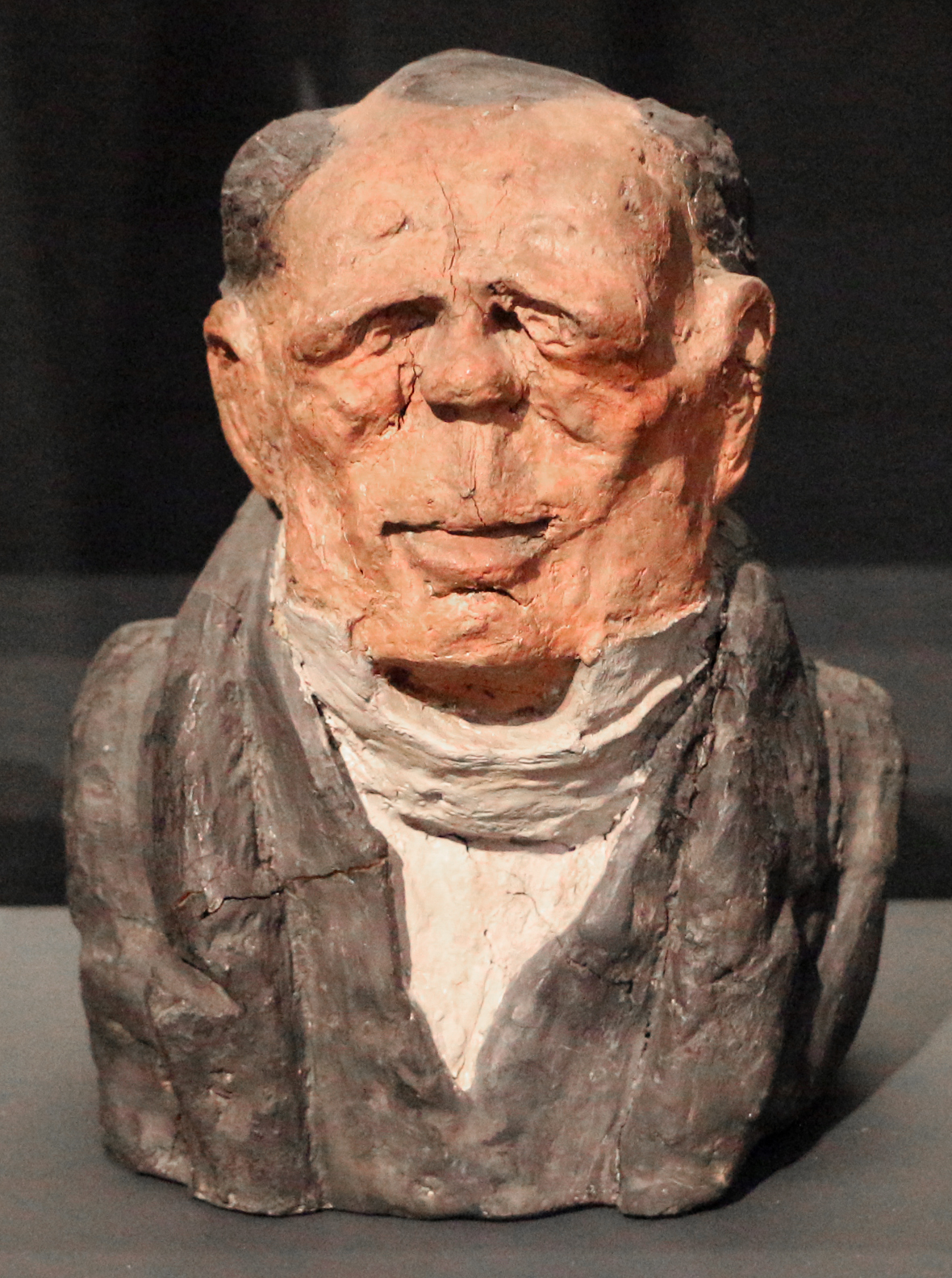
Caricature par Honoré Daumier de Benjamin Delessert, qui a réussi la première extraction industrielle de sucre.

C'est sous Napoléon Bonaparte, avec le blocus imposé par l'Angleterre, que se développe la culture de la betterave sucrière, qui devient une grande spécialité de la France, par ailleurs privée de la canne à sucre des Antilles, à court terme en raison du blocus et à plus long terme par le sentiment que la révolte des esclaves qui a éclaté en 1791 à Saint-Domingue finira par toucher un jour aussi la Martinique et la Guadeloupe.
Le 21 novembre 1806, trois ans après l'échec de l'expédition de Saint-Domingue, constitue une date charnière pour l'économie sucrière européenne. Pour répondre au blocus imposé par les armées britanniques sur les ports français, Napoléon Ier instaure le blocus continental : toutes les marchandises britanniques sont dès lors prohibées sur le sol français, ce qui inclut le sucre de canne provenant des Antilles. Pour compenser la soudaine pénurie de sucre de canne, l'empereur décide de soutenir activement la production de betteraves sucrières. En quelques années, de nombreuses usines de transformation sont créées. La première extraction industrielle de sucre fut l'œuvre d'un Français, Benjamin Delessert, en 1812.
Lorsque le blocus est levé, le sucre de canne des colonies inonde à nouveau le marché. Sous le poids de la concurrence, l'industrie naissante accuse le coup. Un grand nombre de sucreries ferment leurs portes après avoir subi d'importantes pertes. L'abolition de l'esclavage, en 1848, engendre une forte hausse du prix du sucre de canne et une diminution de sa production. Les betteraviers en profitent. D'autant que les sucreries améliorent progressivement leurs rendements grâce à la construction de grosses unités de production.

### La croissance des années 1850
La très forte Croissance économique mondiale des années 1850 réussit aux trois pays, dont l'offre suit la demande, malgré la hausse du prix des esclaves, ce qui se traduit par une modeste baisse des prix du coton, tandis que ceux du sucre ne sont qu'en légère hausse, seuls les prix du café tirant vraiment leur épingle du jeu. L'application de nouvelles technologies dans le traitement de la canne à sucre et dans le séchage et la décortication du café , jouèrent un rôle très important dans l'augmentation de l'efficacité de la production cubaine et brésilienne, tout comme les innovations dans le domaine du transport, particulièrement la construction de chemins de fer et le développement de navire à vapeur le long des rivières et les ports de mer . Il y a eu aussi des améliorations marquées des communications, par l'utilisation accrue de lignes de télégraphe, qui mettaient en contact les producteurs avec les conditions locales, régionales, nationales et internationales du marché très rapidement.
Le chemin de fer de Recife, confiée à une entreprise anglaise, commence en 1855 et fait 125 kilomètres en 1862, dans la région sucrière du nord du Brésil. Diminuant le coût de moitié par rapport au transport en mules, elle devient le principal moyen de transport du sucre, qui contribue de façon décisive à l’équilibre financier de la ligne.
Pierre Louis François Levêque de Vilmorin a élaboré une théorie de l'hérédité des plantes et a reconnu qu'il était possible de sélectionner certaines caractéristiques de la plante et de développer de nouvelles variétés présentant des caractéristiques choisies. Ses travaux, base des méthodes de génétique moderne, ont eu à leur apparition en 1850 un grand retentissement dans l'industrie sucrière.
L'Allemagne avait à ce moment un impôt sur la Betterave et les fabricants allemands ont eu rapidement un gros intérêt à travailler de la Betterave riche, les méthodes de sélection de Pierre Louis François Levêque de Vilmorin se sont de ce fait répandues plus rapidement en Allemagne qu'en France où on avait un impôt sur le produit fini. En 1854, l' Allemagne créé la « Betterave impériale, variété dont la teneur en sucre (11 à 13 %) est beaucoup plus élevée que les 9 % de la « Blanche de Silésie » utilisée jusque-là.
En 1856, Louis de Vilmorin a publié sa « Note sur la création d'une nouvelle race de betterave » et considération sur l'hérédité chez les plantes, établissant les bases de la théorie moderne de l'industrie semencière. Le rendement à l'hectare est de 43,1 quintaux de sucre en Allemagne contre 42 quintaux en Belgique, 31,7 quintaux en France et 27,5 quintaux en Autriche Hongrie. En Italie, la consommation de sucre par habitant diminue entre 1877 et 1899 en raison de la hausse des taxes, et d'un prix trois fois plus élevé qu'en Suisse.

### Les années 1860 et la fondation du New York Produce Exchange

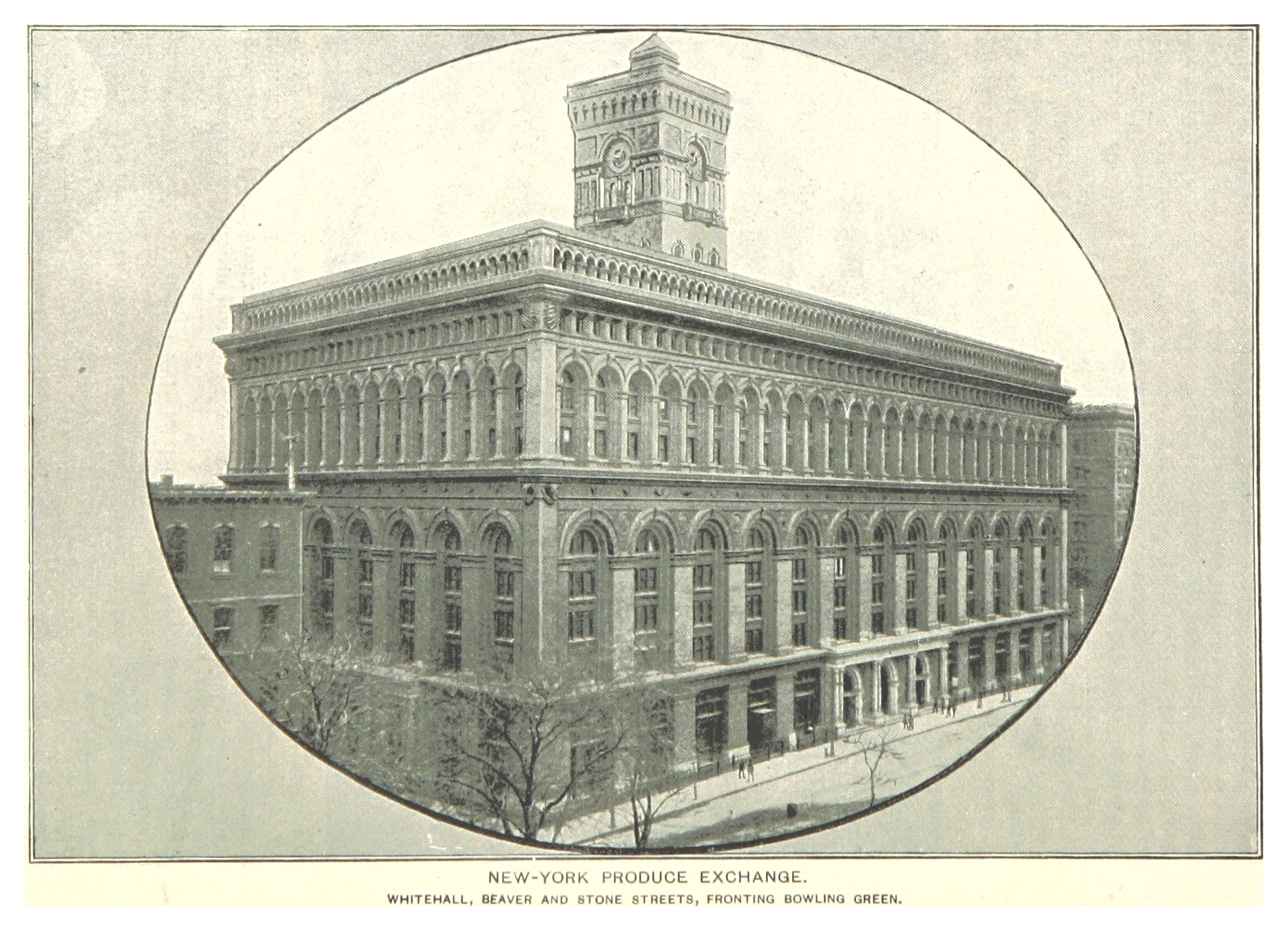
Le New York Produce Exchange en 1893

En 1861, la fondation du New York Produce Exchange, pour les produits agricoles, va permettre à la spéculation sur le sucre de caraïbe de s'exprimer à plein. En 1886, la négociation des produits agricoles dans le bâtiment sera décrite comme faite de « hurlements diaboliques » par le Harper's New monthly Magazine. Le bâtiment offre aux négociants et courtiers des salons, un restaurant, des salles de réunion, des bureaux qui pourrait être loué, et une bibliothèque.

### L'arrivée des statisticiens du sucre
La firme F.O. Licht, considérée comme la source la plus fiable, la plus précise et la plus complète sur la consommation et la production de sucre dans les différents pays producteurs de la planète a été fondée en 1861 par Franz Otto Licht, un ex-agent de la collecte des taxes sur le sucre de betterave pour l'État prussien. Parti à la retraite, il a décidé de créer un bureau d'études spécialisée dans les statistiques au service du au sein de l'Union douanière allemande, qui publie des études trimestrielles, dans une revue lancée en 1868. L'Allemagne est alors le premier importateur européen de café et le premier producteur de sucre de betteraves.
Parallèlement, la Czarnikow Sugar Review, est lancée en 1873 par Julius Caesar Czarnikow, un allemand émigré à Londres en 1854 pour y fonder sa société de négoce en sucre et café en 1862. Elle a des bureaux à Liverpool, Glasgow, puis à New York via le partenariat. Czarnikow, MacDougall & Co, fondé en 1891.
Ce mensuel devient l'autre journal de référence dans le monde du sucre et des produits tropicaux, avec des informations très fiable sur la Caraïbe. Installée en 1897 sous son propre nom à New-York, où elle s'associe négociant et planteur cubain Manuel Rionda, elle fusionne avec lui en 1909 , cofondateur de la « Cuba Cane Sugar Company », ce qui l'amène à contrôler 80 % des récoltes dominicaines et portoricaines et 100 % de celle de Cuba pendant la Première Guerre mondiale puis à nouveau 30 % du sucre cubain à l'aube des années 1930.
Licht est le premier à utiliser la méthode de l'échantillonnage , à l'origine des progrès dans la prévision. Il rédige les memoranda préparés pour le Comité économique de la Société des Nations, avec le microbiologiste hollandais, H. C. Prinsen Geerligs, directeur du laboratoire de recherche sur le sucre de Java et auteur d'une histoire mondiale du sucre.

### Les cartels du sucre de la fin duXIXesiècle
Dans la première partie des années 1890, le leader mondial Cuba aligne cinq récoltes consécutives à plus d'un million de tonnes avant d'être emporté par les troubles de sa guerre d'indépendance . Son rival portoricain avait connu une forte croissance sucrière jusqu'à l'abolition de l'esclavage dans l'île en 1873, qui a mené à un effondrement de la production.
Auparavant, dans le dernier tiers du XIXe siècle, un petit groupe de « barons du sucre », parmi lesquels le cubain Manuel Rionda, réussit à contrôler les prix sur le marché mondial, via des mécanismes faisant semblant de s'inspirer de l'offre et de la demande, au moment où la création des marchés à terme comme le New York Produce Exchange pose un défi nouveau. L'Economic Journal de Londres, décrit dès 1890 ces nouveaux marchés comme les « casions de Mincing Lane », du nom de la rue de Londres qui les accueille.
Lors d'une enquête du Sénat américain en 1897 sur ces pratiques, Henry Osborne Havemeyer, président de la société American Sugar Refining Company en 1891, révèle qu'il utilise la Bourse des valeurs pour corrompre les politiques et le marché à terme du New York Produce Exchange pour imposer ses prix du sucre. Ce dernier est alors complètement dérégulé et la compilation des statistiques encore balbutiante, les spéculateurs de l'industrie sucrière profitant de surcroît d'un secteur du télégraphe assez libre pour effectuer des manipulations de marché. Le New York Produce Exchange est alors le marché le plus important pour le sucre de la Caraïbe.

### L'investissement des Européens dans la canne à sucre et les raffineries égyptiennes
La Daïra-Sanieh, ancien domaine privé de la famille de Méhémet Ali, considéré comme le fondateur de l'Égypte moderne et détenue par le gouvernement égyptien, devient dans la seconde partie du XIXe siècle un point de développement de la canne à sucre et des projets sucriers en Égypte. Dès 1879, la Société générale est sollicitée pour percer le canal Ibraimi, à un coût de 12 millions de francs, et reprendre ses domaines. En 1891, la Raffinerie Say s'associe à une firme égyptienne, Suares Frères et Compagnie, pour acheter un domaine d'environ 7 500 hectares) à Al-Minya et ouvrir une raffinerie à Shayk Fadl, puis en acquiert une à Hawamdya l'année suivante.
L'entrée de la Raffinerie Say en Égypte en 1892 résulte d'une double rivalité : entre sucriers français, autrichiens et allemands d'une part, et entre parisiens et marseillais et d'autre part. Les Allemands et Autrichiens s'intéressent en effet au sucre égyptien, acheminé par le port de Trieste.
La Daïra-Sanieh distribua des terres du domaine privé de l'État, en 1898 en particulier, pour 6,43 millions de livres égyptiennes, à la Daïra Sanieh et Cie, une nouvelle société en formation. En 1895, Henry Say avait pris la tête de la société, mais il était mort quatre ans plus tard. Ernest Cronier redevient donc président-directeur général. En 1897 est créée une nouvelle société au capital de 15 millions de francs, la Daira Sanieh Co, cotée à la Bourse d'Alexandrie, qui reprend progressivement les domaines égyptiens et provoque une fièvre spéculative : la prime sur les actions ordinaires s'élève à 75 %. La crise de Fachoda, incident diplomatique sérieux qui opposa la France au Royaume-Uni en 1898, stoppe le projet, qui reprend ensuite, sous l'insistance d'un des associés, le banquier d'affaires britannique Sir Ernest Cassel (3 mars 1852, Cologne – 21 septembre 1921, Londres), associé de la Central London Railway et de la Banque internationale de Paris.

## XXesiècle
Au début du XXe siècle, l'Angleterre veut imposer un rééquilibrage en faveur du sucre de canne. Le 5 mars 1902, la convention de Bruxelles réglemente la production européenne de betterave à sucre, mettant fin au système de primes à l'exportation. 

### La grande crise de 1905
Au début du siècle, les industriels français réalisent de gros investissements dans de nouvelles raffineries de sucre en Égypte, afin de profiter d'un accord européen en négociation, qui doit réduire les subventions à l'exportation de sucre de betterave et entraîner ainsi la diminution de la production de betteraves en Allemagne et en Autriche Hongrie. Signé en 1903 et s'ajoutant aux effets d'une sècheresse, cet accord entraîne l'année suivante une diminution d'un cinquième de leur production de betteraves.
En 1903, avec d’autres spéculateurs, parmi lesquels l'Anglais Sir Ernest Cassel et le directeur du Printemps Jules Jaluzot, Ernest Cronier, patron de la raffinerie Say, a provoqué artificiellement une hausse vertigineuse des cours du sucre sur marché du sucre de betterave à Paris: c'est le Corner de 1905 sur le sucre égyptien. Il vend et achète plus de sucre en 8 jours qu'on n'en fabrique en 6 mois dans le monde. Mais les consommateurs diminuant leurs achats, la chute du marché du sucre finit par empêcher les spéculateurs d'en profiter. Crosnier et Jaluzot sont poursuivis en 1902 sous ce chef mais bénéficient d'une ordonnance de non-lieu.
En 1905, Ernest Crosnier a repris la spéculation et acheté 1,4 million de sacs de sucre raffiné, à l'insu du conseil d'administration de la Société des raffinerie et sucrerie Say. Le prix du sucre granulé, qui était à Paris de 29 francs les 100 kilos en septembre 1904, monte jusque 45 francs en janvier. Après la baisse des premiers mois de 1905, le krach qui suit le fait tomber à 26 francs. Le 1er août, on annonce simultanément les suspensions de paiement de plusieurs maisons de courtage en sucre, Leprou et Boudreau et Parvillers & Cie, et la défaillance de Jaluzot, autour de laquelle se trame tout d'abord une « conspiration du silence ». Cn a parlé de sucre acheté entre 38 et 42 francs et liquidé à 27 ou 28 francs. La crise sucrière va gagner en étendue et en profondeur, car Jaluzot a subi une perte énorme, de 10 à 15 millions de francs selon Jacques Fiérain. Le Journal des fabricants de sucre de l'année 1905 raconte des scènes dignes de César Birotteau, et son affaire de spéculation, roman d'Honoré de Balzac, écrit en 1837, selon l'économiste Philippe Chalmin.
Le 27 août a lieu le suicide au pistolet d'Ernest Cronier, chez lui rue de Lisbonne, deux jours après être revenu du Pouliguen. Les transactions sur le sucre sont entièrement suspendues à la Bourse de commerce de Paris. L'action Say perd 370 francs en une seule journée à la Bourse de Paris. Un juge d'instruction, Ducasse, est nommé. Selon Le Courrier du Soir, 17 des 40 millions de francs de la succession de Henry Say ont été détournés, au préjudice de ses deux fils et 25 millions de francs détournés des raffineries d'Égypte. Le passif est évalué à 200 millions de francs, selon la presse, dont 60 millions pour la Société générale et 20 millions pour les banques de Hambourg. La banque de France y laisse aussi 20 millions de francs. La semaine précédente, Say avait acheté 35 millions de sacs de sucre de betterave de la récolte non encore ensemée.
Au lendemain du corner de 1905 sur le sucre égyptien, les milieux du négoce se montrent décidés à généraliser les caisses de liquidation, pour protéger le marché à terme et suivre l'exemple de la Bourse de commerce du Havre. En septembre 1906, le marché à terme de Paris décide que les contrats suspendus en juillet 1905 seront réglés sur leur prix d'avant la crise, ce qui ruine aussi les intervenants ayant correctement anticipé la baisse des cours. Jules Jaluzot sera lui accusé d’avoir détourné les fonds du Printemps à son profit personnel et acculé à démissionner de sa fonction de gérant.

### Première Guerre mondiale
La Première Guerre mondiale eut de graves conséquences pour les régions betteravières du Nord de la France, occupées par les lieux de combat. La spectaculaire spéculation sur le sucre de 1920 trouve son origine dans la dévastation subie par les régions betteravières françaises et allemandes, situées sur les lieux de combat. Un grand nombre de sucreries furent détruites et il était prévu que le sucre de betterave rattrape son retard, d'où une très forte hausse des cours du sucre à mesure que ce rattrapage décevait. Résultat, le sucre de canne couvrait les deux-tiers du marché après la guerre. En 1919-1920, la production de betterave dans le monde s'élevait à 4 millions de tonnes et celle du sucre de canne à 13 millions de tonnes. Le début des années 1920 vit une flambée des cours du sucre, sur fond de forte spéculation, puis un rattrapage de la production betteravière.
L'effondrement de la production de sucre de betteraves au cours du premier conflit mondial se traduit par une division par trois et la France souffre plus encore que ses adversaires et alliés, avec une division par dix, car le théâtre des combats se situe dans les zones de forte exploitation betteravière de Picardie.
L'évolution de la production de sucre en Europe pendant la Première Guerre mondiale, en millions de tonnes:
| Année            | 1913 | 1918 |
| France           | 0,71 | 0,11 |
| Allemagne        | 2,72 | 1,35 |
| Autriche-Hongrie | 1,7  | 0,7  |
| Russie           | 1,68 | 0,33 |
| Total            | 7    | 2,5  |

La conséquence aux États-Unis de cette intense spéculation sur la pénurie de sucre fut le vote de la loi du 24 août 1921 sur les marchés à terme, déclarée anticonstitutionnelle puis reformulée par celle du 21 septembre 1922, très proche, et première étape vers la création de la Commodity Futures Trading Commission (CFTC), en 1975, est une agence fédérale indépendante américaine chargée de la régulation des bourses de commerce.
La France ne comptait plus que 85 sucreries en 1923 mais retrouva en 1930 sa production de 1900 et en 1931, la surproduction de sucre déstabilisa le marché. Pour y remédier, un accord sucrier international fut conclu, appelé plan Chadbourne, du nom de l'avocat Thomas Lincoln Chadbourne (1871 – 1938). Il fut abandonné dès 1934, à la suite d'une baisse du prix du sucre. Un nouvel accord international fut signé à Londres en mai 1937, créant le Conseil international du sucre et fixant un plafond d'exportation aux pays producteurs.
À la veille de la Seconde Guerre mondiale, l'URSS était la première productrice de sucre de betterave devant l'Allemagne, les États-Unis et la France. Le marché français était protégé par des barrières douanières, qui le mettait à l'abri des fluctuations du marché international.

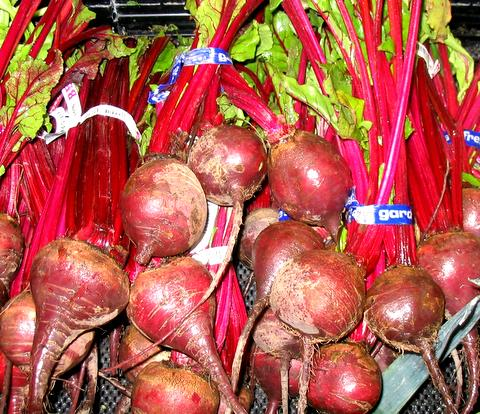
Betterave rouge
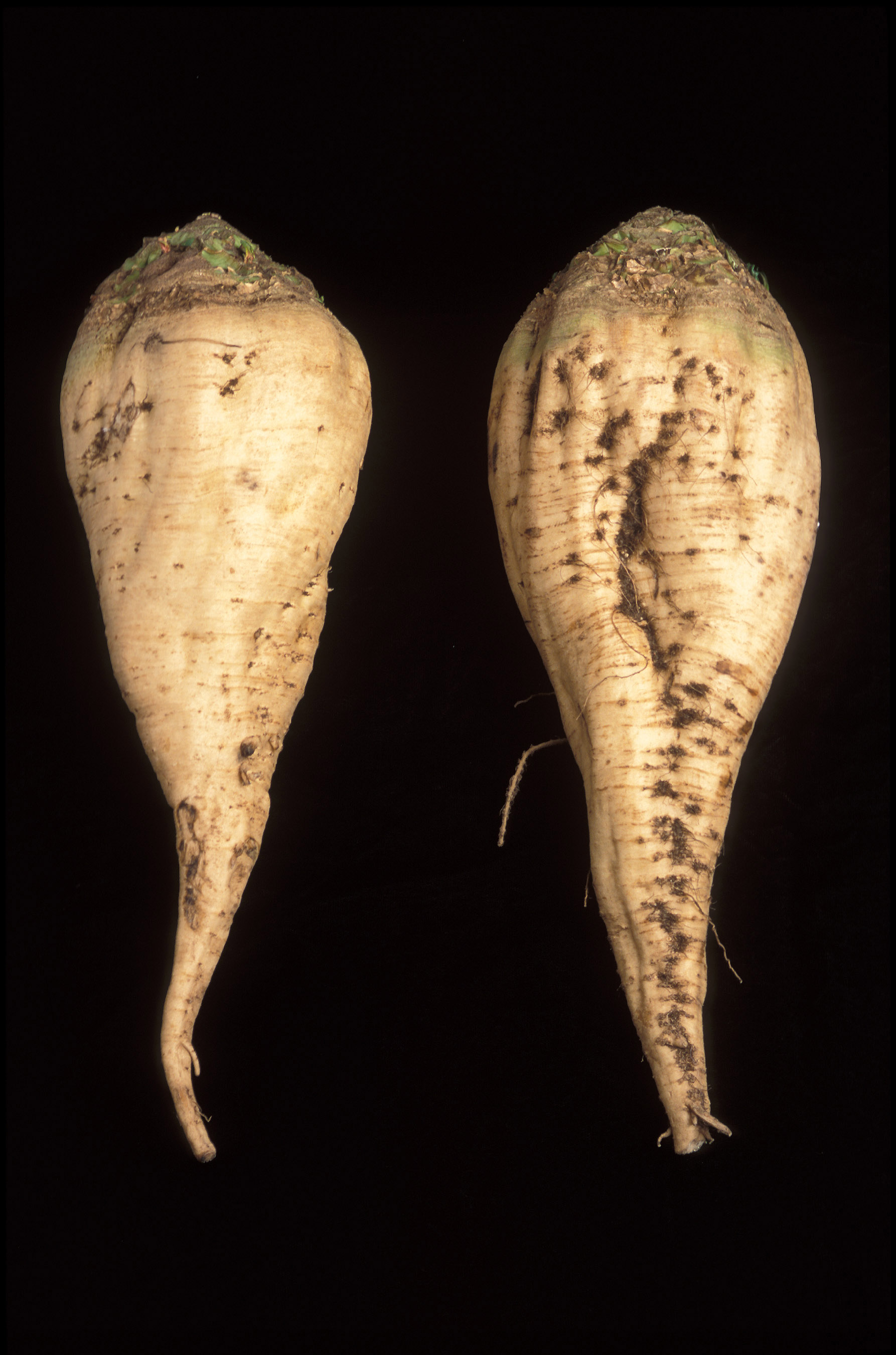
Betteraves à sucre

### Les années 1920
L'Autriche Hongrie s'effondre après la Première Guerre mondiale, dans les années 1920. Les surfaces cultivées en betteraves diminuent entre 1929 et 1931, d'après les statistiques de FO Licht, sauf en Russie où elles passent de 0,78 million à 1,38 million. L'Europe revient au contraire à 1,6 million contre 1,8 million avant la guerre, dont 0,25 million en France, qui stagne, alors que l'Allemagne passe de 0,43 million à 0,37 million et la Pologne 0,24 million à 0,16 million.

### Les années 1930
C'est en 1931, après deux ans d'une surproduction de sucre qui déstabilisa le marché, qu'un accord sucrier international, le plan Chadbourne, tenta d'être régularisé. Les prix avaient chuté d'un niveau de pré-dépression de 7 cents par livre à un et un cent et demie par livre, ce qui généré des crises dans les pays producteurs des Caraïbes, incitant par exemple la révolution à Cuba qui a abouti à l'éviction du gouvernement de Gerardo Machado.
Vers le milieu 1930, fut créé un comité d'action américano-cubain placé sous la présidence de Thomas Chadbourne, juriste et gros actionnaire de sucreries cubaines. Représentant un consortium de producteurs de sucre pour tenter de stabiliser les prix mondiaux du sucre pendant la Grande Dépression, le Comité Chadbourne, réuni à Bruxelles, a conclu un accord entre plusieurs pays pour réduire la production et établir des quotas d'exportation.
La production devait être réduite de 15 % et maintenue à ce niveau sur une période de cinq ans. Chadbourne avait aussi prévu des négociations supplémentaires avec les pays qui ont consommé mais produit peu ou pas de sucre, dans le but de les empêcher d'entrer sur le marché. Au moment où cet accord a été conclu, en mai 1931, l'excédent mondial de sucre avait atteint environ 3,5 millions de tonnes. Malgré une limitation de la production des pays signataires, Chadbourne n'a pas réussi à revenir aux prix d'avant la dépression parce que les producteurs américains ont augmenté la culture sucrière et ont continué à inonder le marché. Dans le même temps, l'Inde a doublé ses exportations de sucre, qui sont passées de 3 à 6 millions de tonnes entre 1930 et 1935. Ni les États-Unis ni le Royaume-Uni n'ont participé aux discussions du Comité Chadbourne. Les producteurs américains ont refusé d'accepter les plafonds de production proposés par Chadbourne. Le Congrès et l'administration Roosevelt ont préféré adopter des subventions pour les agriculteurs quittant les terres incultes, en vertu de la Loi d'Ajustement agricole de 1933 et de l'amendement Jones-Costigan de 1934. Cependant, les ont remonté.
Le plan Chadbourne fut abandonné dès 1934, à la suite d'une baisse du prix du sucre. Il y eut cependant un nouvel accord international, signé à Londres en mai 1937, qui créa le Conseil international du sucre et selon lequel les pays producteurs devaient s'engager à respecter un plafond d'exportation. C'est alors que les exportations connurent une très forte hausse. En 1933, la culture de la betterave sucrière couvrait plus de 260 000 hectares, essentiellement répartis dans les régions du Nord.
Pour une autre matière première, Thomas Chadbourne a plaidé pour la création d'un «système de réserve d'argent» dans lequel tous les pays accepteraient de détenir un stock de réserve (un lingot) d'argent et de produire des pièces de monnaie en utilisant une portion constante d'argent. [23] Le plan a été conçu en réponse à la dévaluation de l'argent, que Chadbourne a attribué aux pays « dumping » de grandes quantités d'argent sur le marché mondial.

### Seconde Guerre mondiale
À la veille de la Seconde Guerre mondiale, l'URSS était la première productice de sucre de betterave devant l'Allemagne, les États-Unis et la France. Le marché français était protégé par des barrières douanières, qui le mettait à l'abri des fluctuations du marché international. Le sucre fit énormément défaut pendant la Seconde Guerre mondiale. Les tickets de sucre accordait seulement 500 grammes par mois et par personne.
Pour remédier au déséquilibre entre production et consommation, les pays sucriers signèrent un accord international sur le sucre, en 1953, à Londres, reconnu en 1958, qui rétablissait des quotas d'exportations et instaurait la régulations des cours. Le marché commun, instauré entre six pays européens par le traité de Rome, en 1957, fixa des quotas de production.

### Après-guerre
En 1948, la charte de La Havane propose le concept de patrimoine commun de l’humanité pour les ressources naturelles, si inégalement réparties dans le monde. Dans la foulée, des tentatives d'organiser les marchés de matières premières se multiplient. Ainsi, entra en vigueur en 1952 le premier accord international formel sur le sucre, qui est en fait un renouvellement de l'Accord mai 1937, créant le Conseil international du sucre, suivi en 1956 par celui sur l’étain. Le texte signé en 1953 et révisé en 1956, a fait l'objet d'une Conférence internationale des Nations unies. Ce nouvel accord rétablissait des quotas d'exportations.
Malgré cette organisation de marché, le sucre a attiré les spéculateurs, en particulier lors de la crise de 1974, période mondiale où le cours mondial du sucre n'a plus rien à voir avec son prix de revient: après des cours de 2 cents la livre en 1968, il est monté à un maximum de 60 cents en 1974, puis est revenu à des cours de l'année 1979 entre 7 et 8 cents américains. Le marché international ne représente qu'une petite partie de la production sucrière mondiale, de l'ordre d'environ un quart. Les exportations mondiales de 1978-79 ne représenteraient par exemple que 25,9 millions de tonnes pour une production estimée à 91,8 millions de tonnes (soit 28,2 %).

### Années 1960
Au début des années 1960, le marché mondial était dominé par un exilé cubain Jolio Lobo, le « roi du sucre de Cuba », qui a ensuite disparu complètement du marché en seulement six mois. Ensuite, dans les années 1970, la production de canne à sucre est très souvent contrôlée directement ou indirectement par l'État, au détriment des grandes exploitations encore possédées par des sociétés étrangères ou métropolitaines avant la vague des indépendances. Notable exception, la République Dominicaine, où un tiers des plantation de sucre appartiennent à la société américaine Gulf and Western, ou Jardine and Matheson, la firme de négoce basée à Hong-Kong, qui possède les raffineries de Hong-Kong et des plantations aux Philippines.
En Europe, l'Organisation commune de marché des céréales en 1967 est suivie le 1er avril 1968 par le marché commun des produits laitiers et de la viande bovine puis en juillet 1968 de celle du sucre, basée sur des quotas de production et un soutien des prix. Mais dès 1975, à la suite de l'adhésion du Royaume-Uni, raffineur de sucre brut importé de ses anciennes colonies, la CEE a ouvert son marché au sucre brut des pays Afrique Caraïbes Pacifique, politique poursuivie lors des adhésions du Portugal en 1986 puis de la Finlande en 1995, pays à tradition importatrice. D'autres concessions commerciales seront offerte ensuite aux Balkans et aux « Pays les Moins Avancés ».
Après l'accord de Marrakech de 1994 concluant le cycle d'Uruguay des négociations multilatérales de l'OMC, l'Union européenne s'est vue imposer un plafond contraignant pour le sucre, adaptable selon les années. Le sucre hors quota, ne bénéficiant plus d'aucune garantie, devait obligatoirement être exporté sans restitution, donc sans aides.
La politique agricole commune a intégré à partir de 2003 les nouvelles règles de l'OMC consistant à réduire le soutien par les prix et à le substituer par des aides indépendantes de l'acte de production. Le prix minimum garanti de la betterave a été réduit de 39,7 % en quatre ans pour s'établir à 26,29 euros par tonne. À la suite d'une plainte déposée par le Brésil, l'Australie et la Thaïlande, l'UE a dû supprimer aussi, à partir de 2006/07, la possibilité d'exporter le sucre hors quota.

### La bulle spéculative de 1974
La bulle spéculative sur le prix du sucre de 1974 est entrée dans l'histoire des bulles spéculatives, à tel point que cet épisode fera l’objet d’un film de Jacques Rouffio intitulé « Le Sucre » avec Gérard Depardieu, Michel Piccoli et Jean Carmet, adapté d’un best-seller de Georges Conchon du même titre, sorti en 1977. De 1 000 francs en octobre 1973 la tonne de sucre va se négocier jusqu'à 8 000 francs un an plus tard sur le « marché à terme » sur le prix du sucre à Paris. Entre ces deux mois, se déroule une spéculation basée sur une rumeur de pénurie car de grands acheteurs constitueraient, selon cette rumeur, des stocks pour anticiper la poursuite de la tendance. Le sucre passe même, sur le marché de New York, de 1,4 cent la livre à 66,5 cents entre 1966 et son sommet de novembre 1974, une multiplication par 47. À la fin 1972, le marché a connu quatre excellentes récoltes successives. Et pourtant la consommation parvient à dépasser la production. Par ailleurs, la demande mondiale est soutenue par le retrait par les autorités américaines de surveillance de la Food and Drug Administration, en 1969, du cyclamate - un substitut artificiel - pen raison d'un risque de cancer. Pendant le Premier choc pétrolier, les capitaux arabes sont également soupçonnés de spéculer sur d'autres matières premières pour faire monter les cours.
L'offre mondiale de sucre de betterave est en particulier affectée par une faiblesse inhabituelle: de très mauvaises conditions atmosphériques pour la récolte européenne de betteraves au seuil de l'hiver 1974-75, qui s'ajoutent à un embargo décrété par la Pologne sur ses livraisons à l'exportation pour alimenter son marché intérieur. Le marché du sucre roux est lui affecté par un accident plus récurrent, l'apparition d'un typhon dans les pays tropicaux producteurs de canne à sucre. La hausse des cours attire des investisseurs particuliers. Parmi eux, l'industriel breton François Pinault, qui investit plus de 70 % de ses 25 millions de francs dans la bourse de commerce, aiguillé par une de ses connaissances et ami parisien Roland Gadala, alors administrateur de Peugeot et de Saint-Gobain. François Pinault réalise un investissement dans l’achat de sucre à un prix extrêmement faible, conseillé par un commissaire de la bourse de commerce, Maurice Nataf, toujours issu d’une relation de Roland Gadala. Cet investissement va se transformer en aubaine, quand le cours du sucre remonte de manière spectaculaire. François Pinault pressent la baisse et revend avant, réalisant une plus-value de plus de 100 millions de francs. Dès l'automne 1974, l'explosion du prix pénalise la demande et les cours plongent. Puis le marché panique en raison de la rapide chute des cours. Au début de décembre 1974, le marché du sucre blanc à la Bourse de commerce de Paris se retrouve hors service, les positions à la hausse prises par certains courtiers pour le compte de clients particuliers peu avertis, n'ayant pu être dénouées. En janvier 1977, le cours est retombé entre 7 et 9 cents.

### La concurrence de l'isoglucose
Lors de la crise de 1974 s'est développé, surtout aux États-Unis, mais aussi en Europe et au Japon, un produit de substitution, l'isoglucose, un nouveau mélange, fait de glucose et de fructose provenant de l'amidon de maïs, de blé ou de pommes de terre et ayant un pouvoir sucrant égal à celui du saccharose. Aux États-Unis, en 1978 Coca-Cola a autorisé le remplacement du sucre par l'isoglucose dans ses produits.
Au moment où le britannique Tate & Lyle investit massivement dans la sucrochimie, le français Béghin Say a réalisé un investissement dispendieux dans l'usine de Connantres, située dans le département de la Marne, la plus grande usine betteravière du monde, avec ses huit quais de déchargement. Le site réceptionne 2 500 tonnes de racines arrachées dans un rayon de 45 kilomètres et Connantre produit quelque 275 000 tonnes de sucre blanc.

### L'Union européenne dépassée par l'Inde en 1995
Leader mondial de la production sucrière jusqu'en 1995, l'Union européenne a été dépassée par l'Inde. Elle assure toutefois près de 15 % de la production mondiale, avec du sucre provenant essentiellement de la betterave. En effet, la production de sucre de canne n'est que d'une dizaine de milliers de tonnes dans le sud de l'Espagne et d'environ 250 000 tonnes dans les départements d'outre-mer français. La Réunion en couvre les 4/5, et les Antilles, le reste. L'Union européenne est aussi au deuxième rang de la consommation de sucre avec une consommation moyenne par habitant de 33,8 kg. Les pays du Nord en consomment beaucoup plus que les pays du Sud. L'Union européenne est le premier exportateur de sucre blanc dans le monde : 40 % du total, à destination de plus de 120 pays. Enfin, elle est l'un des principaux importateurs ; bien que globalement exportatrice, l'Union européenne importe depuis 1973 du sucre roux, à volume et pris garantis, en application du « Protocole sucre » de la convention de Lomé, qui prévoit que plusieurs pays d'Afrique, des Caraïbes et du Pacifique bénéficient d'un quota de livraison annuel à l'Union européenne.
Le secteur betterave-sucre de l'Union européenne est régi par une Organisation commune de marché (OCM). Depuis 1968, des règlements se sont succédé : garantie de prix et d'approvisionnement du marché, quotas de production, etc. Le règlement actuel a été adopté en 1955 pour six campagnes (1995, 1996 à 2000 et 2001). Le rendement moyen de 50 tonnes de betteraves à l'hectare (70 pour la France) est le meilleur du monde. Meilleur du monde aussi, le rendement en sucre à l'hectare : 8,5 tonnes en 1998 (plus de 11 tonnes pour la France). Huit pays de l'Union européenne se classent dans les 15 premiers pays producteurs de sucre de betterave du monde, la France en tête, avec 27,5 % de la production de l'Union européenne et plus de 75 % de ses exportations nettes. Les utilisations industrielles du sucre représentent, en France, les deux tiers de la demande totale.

## XXIesiècle
Au XXIe siècle, sur 115 pays producteurs de sucre, 38 cultivent uniquement de la betterave, 64 cultivent exclusivement de la canne à sucre, et 9 les deux plantes à la fois. La canne à sucre assure 70 % d'une production mondiale proche de 129 millions de tonnes, dix principaux producteurs en monopolisant 70 % : Brésil, Union européenne, Inde, Chine, États-Unis, Thaïlande, Australie, Mexique, Cuba et Ukraine.
L'Europe sucrière a progressé à la fois grâce à ses élargissements successifs et à ses progrès en matière de productivité. La Communauté européenne a donné à l'industrie sucrière un essor considérable. À l'exception du Luxembourg, qui n'a jamais produit de sucre, et du Portugal, qui n'en produit que quelques milliers de tonnes à partir de la betterave et qui ne fournit plus de sucre de canne dans l'archipel des Açores, tous les pays ont vu leur production sucrière progresser depuis leur entrée dans l'Union européenne. Grâce à la rationalisation et au développement des technologies, le marché a été inondé de sucre avantageux de première qualité.

### L'évolution des grands producteurs mondiaux sur la décennie 2010
L'évolution des grands producteurs mondiaux sur la décennie 2010 reste dominée par un trio de tête, composé du Brésil, de l'Inde et de l'Union européenne (qui produit du sucre de betteraves principalement), selon les statistiques compilées par Arcadia, déclinaison africaine du rapport Cyclope.
| Production mondiale en millions de tonnes | 2012/3 | 2013/4 | 2014/5 | 2015/6 | 2016/7 |
| Brésil                                    | 40,9   | 41     | 33,8   | 38,7   | 38,8   |
| Inde                                      | 27     | 26,5   | 28,2   | 25,2   | 21     |
| Europe                                    | 17,5   | 16,2   | 18     | 14,2   | 15,8   |
| Chine                                     | 14,2   | 14,2   | 10,6   | 8,7    | 9,9    |
| Thaïlande                                 | 10     | 11     | 11,3   | 9,7    | 9,4    |
| États-Unis                                | 8,2    | 7,9    | 7,1    | 7,8    | 8,5    |
| Mexique                                   | 7,4    | 6,6    | 6      | 6,1    | 6,1    |
| Russie                                    | 4,9    | 4,3    | 4,4    | 5,2    | 6      |

### La fin des quotas sucriers en Europe
La fin des quotas sucriers en Europe, programmée et anticipée, a eu de nombreuses conséquences. Un premier mouvement de concentration a eu lieu à partir de 2006, qui a entraîné « la fermeture d'une sucrerie sur deux » mais aussi « permis d'accroître considérablement la compétitivité européenne ». Ces cours sont déprimés, mais ils repartent, et surtout les marchés à reconquérir sont peu à peu identifiés et approchés. La fin officielle des quotas est ensuite décidée pour le premier octobre 2017.
Avec la libéralisation du marché, c'est une stratégie offensive qu'adoptent pour la première fois depuis des années les sucriers français. Certains avait avaient été amenés à « abandonner certains marchés à l'export qu'il leur faut reconquérir », selon Alexis DuvaL président du directoire de Tereos, le premier sucrier français et troisième acteur mondial. Tereos de son côté investi un milliard d'euros dans ses outils industriels, notamment pour réduire sa consommation d'énergie, qui pèse environ 30 % des coûts de production.
Sur décision de l'Europe, les quotas sucriers des différents pays ont baissé fortement à la fin des années 2000, avec pour conséquence la création de nouvelles raffineries, « autour du bassin méditerranéen, notamment vers le Moyen-Orient », selon Alain Commissaire, directeur général du groupe Cristal Union, deuxième sucrier français. Cristal Union a lui-même multiplié les prises de participation dans le bassin méditerranéen, en entrant au capital d'une raffinerie italienne et en prenant 35 % d'une raffinerie à quelques kilomètres d'Alger.
La réforme a été anticipée par les sucriers : sur l'ensemble de l'année 2017, la Confédération des betteraviers français prévoyait dès l'automne de produire environ 43,8 millions de tonnes (Mt) de betteraves, contre 34 millions en 2016. Ce niveau record sera obtenu grâce à une augmentation de 20 % des surfaces cultivées mais aussi en raison d'un rendement à l'hectare en hausse de 4,5 tonnes, atteignant 91,8 tonnes, très supérieur à la moyenne des cinq années précédentes.
Dans une situation mondiale excédentaire, ces progrès du leader européen du sucre de betterave vont peser : l'Europe importait entre 3 et 4 millions de tonnes de sucre et espère devenir exportatrice du même tonnage, ce qui a fait chuter d'un quart le cours de la livre de sucre à la Bourse de New York, sur les neuf premiers mois de l'année 2017, passant de 19,50 à 14 cents. La France prévoit de concentrer à elle seule 60 % des excédents européens, contre 30 % en Allemagne, et 5 à 10 % en Pologne.
Au moment où l'offre mondiale déborde, nombre d'experts se demandent si la demande mondiale, en progression de 2 % par an, ne va pas être affectée par l'évolution des pratiques alimentaires.